# 1999 a jogalkotásban
1999-ben az alábbi jogszabályokat alkották meg:

## Magyarország (Forrás:Magyar Közlöny)

### Törvények
- 1999. évi I. törvény 	 a Magyar Köztársaságnak az Észak-atlanti Szerződéshez történő csatlakozásáról és a Szerződés szövegének kihirdetéséről
- 1999. évi II. törvény 	 az Emberi Jogok Európai Bírósága eljárásaiban részt vevő személyekre vonatkozó, Strasbourgban, 1996. március 5. napján kelt Európai Megállapodás kihirdetéséről
- 1999. évi III. törvény 	 a hitelintézetekről és a pénzügyi vállalkozásokról szóló 1996. évi CXII. törvény módosításáról
- 1999. évi IV. törvény 	 a Magyar Köztársaság és a Nyugat-európai Unió között Brüsszelben, 1996. október 1-jén aláírt Biztonsági Megállapodás megerősítéséről és kihirdetéséről
- 1999. évi V. törvény 	 a Magyar Köztársaság Kormánya és a NATO között Brüsszelben, 1994. július 5-én aláírt Biztonsági Megállapodás és az annak mellékletét képező Ügyvezetési Szabályzat megerősítéséről és kihirdetéséről
- 1999. évi VI. törvény 	 az Európai Hagyományos Fegyveres Erőkről szóló Szerződés és kiegészítő dokumentumainak együttes kihirdetéséről
- 1999. évi VII. törvény 	 a Magyar Köztársaság és a Dél-afrikai Köztársaság között a kettős adóztatás elkerüléséről a jövedelemadók területén Budapesten, 1994. március 4-én aláírt Egyezmény kihirdetéséről
- 1999. évi VIII. törvény 	 a Magyar Köztársaság és az Egyiptomi Arab Köztársaság között a beruházások ösztönzéséről és kölcsönös védelméről Kairóban, 1995. május 23-án aláírt Megállapodás kihirdetéséről
- 1999. évi IX. törvény 	 a Magyar Köztársaság Kormánya és az Indonéz Köztársaság Kormánya között a beruházások ösztönzéséről és védelméről Jakartában, 1992. május 20-án aláírt Megállapodás kihirdetéséről
- 1999. évi X. törvény 	 a Magyar Népköztársaság Kormánya és az Indonéz Köztársaság Kormánya között a kettős adóztatás elkerülésére és az adóztatás kijátszásának megakadályozására a jövedelemadók területén Jakartában, 1989. október 19-én aláírt Egyezmény kihirdetéséről
- 1999. évi XI. törvény 	 a Magyar Köztársaság és Írország között a kettős adóztatás elkerüléséről és az adóztatás kijátszásának megakadályozásáról a jövedelemadók területén Dublinban, 1995. április 25-én aláírt Egyezmény kihirdetéséről
- 1999. évi XII. törvény 	 a Magyar Köztársaság Kormánya és Kanada Kormánya között az 1992. április 15-én aláírt, az 1995. évi XVI. törvénnyel kihirdetett kettős adóztatást elkerülő Egyezményhez kapcsolódó, Budapesten, 1994. május 3-án aláírt Jegyzőkönyv kihirdetéséről
- 1999. évi XIII. törvény 	 a Magyar Köztársaság és a Kazah Köztársaság között a beruházások ösztönzéséről és kölcsönös védelméről Budapesten, 1994. december 7-én aláírt Megállapodás kihirdetéséről
- 1999. évi XIV. törvény 	 a Magyar Köztársaság és a Kazah Köztársaság között a kettős adózás elkerülésére és az adóztatás kijátszásának megakadályozására a jövedelem- és a vagyonadók területén Budapesten, 1994. december 7-én aláírt Egyezmény kihirdetéséről
- 1999. évi XV. törvény 	 a Magyar Köztársaság Kormánya és a Kínai Népköztársaság Kormánya között a kettős adóztatás elkerülésére és az adóztatás kijátszásának megakadályozására a jövedelemadók területén Pekingben, 1992. június 17-én aláírt Egyezmény kihirdetéséről
- 1999. évi XVI. törvény 	 a Magyar Köztársaság és Kuwait Állam között a kettős adóztatás elkerülésére a jövedelem- és a vagyonadók területén és gazdasági kapcsolataik előmozdítására Kuwaitban, 1994. január 17-én aláírt Egyezmény kihirdetéséről
- 1999. évi XVII. törvény 	 a Magyar Köztársaság és a Moldovai Köztársaság között a beruházások ösztönzéséről és kölcsönös védelméről Budapesten, 1995. április 19-én aláírt Megállapodás kihirdetéséről
- 1999. évi XVIII. törvény 	 a Magyar Köztársaság és a Moldovai Köztársaság között a kettős adóztatás elkerülésére és az adóztatás kijátszásának megakadályozására a jövedelem- és a vagyonadók területén Budapesten, 1995. április 19-én aláírt Egyezmény kihirdetéséről
- 1999. évi XIX. törvény 	 a Magyar Köztársaság Kormánya és Nagy-Britannia és Észak-Írország Egyesült Királysága Kormánya között a minősített védelmi információk kölcsönös védelméről szóló, Londonban, 1998. szeptember 7-én aláírt Megállapodás megerősítéséről és kihirdetéséről
- 1999. évi XX. törvény 	 a Magyar Köztársaság Kormánya és az Orosz Föderáció Kormánya között a beruházások ösztönzéséről és kölcsönös védelméről Moszkvában, 1995. március 6-án aláírt Megállapodás kihirdetéséről
- 1999. évi XXI. törvény 	 a Magyar Köztársaság és az Orosz Föderáció között a kettős adóztatás elkerüléséről a jövedelem- és a vagyonadók területén Budapesten, 1994. április 1-jén aláírt Egyezmény kihirdetéséről
- 1999. évi XXII. törvény 	 a Magyar Köztársaság Kormánya és a Portugál Köztársaság Kormánya között a beruházások kölcsönös elősegítéséről és védelméről Budapesten, 1992. február 28-án aláírt Megállapodás kihirdetéséről
- 1999. évi XXIII. törvény 	 a Magyar Köztársaság és Románia között a beruházások ösztönzéséről és kölcsönös védelméről Bukarestben, 1993. szeptember 16-án aláírt Megállapodás kihirdetéséről
- 1999. évi XXIV. törvény 	 a Magyar Köztársaság és a Szlovák Köztársaság között a beruházások ösztönzéséről és kölcsönös védelméről Pozsonyban, 1993. január 15-én aláírt Megállapodás kihirdetéséről
- 1999. évi XXV. törvény 	 a Magyar Köztársaság Kormánya és a Szlovén Köztársaság Kormánya között a minősített katonai információk és eszközök védelméről szóló, Misefán, 1998. október 5-én aláírt Egyezmény megerősítéséről és kihirdetéséről
- 1999. évi XXVI. törvény 	 a Magyar Köztársaság Kormánya és a Szlovén Köztársaság Kormánya között a védelmi és katonai együttműködésről szóló, Misefán, 1998. október 5-én aláírt Megállapodás megerősítéséről és kihirdetéséről
- 1999. évi XXVII. törvény 	 a Magyar Köztársaság és a Török Köztársaság között a beruházások kölcsönös ösztönzéséről és védelméről Ankarában, 1992. január 14-én aláírt Megállapodás kihirdetéséről
- 1999. évi XXVIII. törvény 	 a Magyar Köztársaság és a Tunéziai Köztársaság között a kettős adóztatás elkerülésére a jövedelemadók területén Tuniszban, 1992. október 22-én aláírt Egyezmény kihirdetéséről
- 1999. évi XXIX. törvény 	 a Magyar Köztársaság és Ukrajna között a beruházások elősegítéséről és kölcsönös védelméről Kijevben, 1994. október 11-én aláírt Megállapodás kihirdetéséről
- 1999. évi XXX. törvény 	 a Magyar Köztársaság és Ukrajna között a kettős adóztatás elkerüléséről és az adóztatás kijátszásának megakadályozásáról a jövedelem- és vagyonadók területén Kijevben, 1995. május 19-én aláírt Egyezmény kihirdetéséről
- 1999. évi XXXI. törvény 	 a Magyar Népköztársaság Kormánya és az Uruguayi Keleti Köztársaság Kormánya között a kettős adóztatás elkerülésére a jövedelem- és a vagyonadók területén Montevideóban, 1988. október 25-én aláírt Egyezmény kihirdetéséről
- 1999. évi XXXII. törvény 	 a Balaton Kiemelt Üdülőkörzet egyes településein az építési tevékenység átmeneti szabályozásáról
- 1999. évi XXXIII. törvény 	 a Magyar Köztársaságnak az Európa Tanács Társadalomfejlesztési Alapjához történő csatlakozása és ezzel összefüggésben az Európa Tanács kiváltságairól és mentességeiről szóló, Párizsban, 1949. szeptember 2-án kelt Általános Megállapodás Harmadik Kiegészítő Jegyzőkönyvének kihirdetéséről
- 1999. évi XXXIV. törvény 	 az Európa Tanács Nemzeti Kisebbségek Védelméről szóló, Strasbourgban, 1995. február 1-jén kelt Keretegyezményének kihirdetéséről
- 1999. évi XXXV. törvény 	 az Európai Energia Charta Konferencia Záróokmánya, az Európai Energia Charta Egyezmény, Döntések az Energia Charta Egyezmény tekintetében, valamint az Energiahatékonyságról és a kapcsolódó környezeti vonatkozásokról szóló Energia Charta Jegyzőkönyv kihirdetéséről
- 1999. évi XXXVI. törvény 	 a Magyar Köztársaság Kormánya és Románia Kormánya közötti együttműködésről a katonai szállítások területén Félixfürdőn, 1997. december 20-án aláírt Megállapodás megerősítéséről és kihirdetéséről
- 1999. évi XXXVII. törvény 	 a Magyar Köztársaság Kormánya és Ukrajna Kormánya között a bizalom- és biztonságerősítő intézkedésekről és a kétoldalú katonai kapcsolatok fejlesztéséről Budapesten, 1998. október 27-én aláírt Megállapodás megerősítéséről és kihirdetéséről
- 1999. évi XXXVIII. törvény 	 a gazdasági társaságokról szóló 1997. évi CXLIV. törvény módosításáról
- 1999. évi XXXIX. törvény 	 a Nemzetközi Energia Programról szóló, Párizsban, 1974. november 18-án kelt Egyezmény és annak Jegyzőkönyvei, valamint a Gazdasági Együttműködési és Fejlesztési Szervezetnek a Nemzetközi Energia Ügynökséget létrehozó C(74)203 (végső) határozatának kihirdetéséről
- 1999. évi XL. törvény 	 a Strasbourgban, 1992. november 5-én létrehozott Regionális vagy Kisebbségi Nyelvek Európai Kartájának kihirdetéséről
- 1999. évi XLI. törvény 	 a területszervezési eljárásról
- 1999. évi XLII. törvény 	 a nemdohányzók védelméről és a dohánytermékek fogyasztásának, forgalmazásának egyes szabályairól
- 1999. évi XLIII. törvény 	 a temetőkről és a temetkezésről
- 1999. évi XLIV. törvény 	 a közjegyzőkről szóló 1991. évi XLI. törvény módosításáról
- 1999. évi XLV. törvény 	 az alkotmányjogi panasz alapján alkotmányellenessé nyilvánított jogszabály konkrét esetben történő alkalmazhatóságának visszamenőleges kizárására irányuló eljárás megteremtéséről
- 1999. évi XLVI. törvény 	 az általános mezőgazdasági összeírásról
- 1999. évi XLVII. törvény 	 a szőlőtermesztésről és a borgazdálkodásról szóló 1997. évi CXXI. törvény módosításáról
- 1999. évi XLVIII. törvény 	 a termőföldről szóló 1994. évi LV. törvény módosításáról
- 1999. évi XLIX. törvény 	 a földrendező és a földkiadó bizottságokról szóló 1993. évi II. törvény módosításáról
- 1999. évi L. törvény	 az ENSZ Közgyűlése által 1996. szeptember 10-én elfogadott Átfogó Atomcsend Szerződésnek a Magyar Köztársaság által történő megerősítéséről és kihirdetéséről
- 1999. évi LI. törvény 	 a Magyar Köztársaság és a Horvát Köztársaság között 1995. december 7-én, Budapesten aláírt békéltetési és választott bírósági szerződés kihirdetéséről
- 1999. évi LII. törvény 	 a felsőoktatási intézményhálózat átalakításáról, továbbá a felsőoktatásról szóló 1993. évi LXXX. törvény módosításáról
- 1999. évi LIII. törvény 	 az egészségügyet, illetőleg a gyógyszerellátást érintő egyes törvények módosításáról
- 1999. évi LIV. törvény 	 az Európai Unió bűnüldözési információs rendszere és a Nemzetközi Bűnügyi Rendőrség Szervezete keretében megvalósuló együttműködésről és információcseréről
- 1999. évi LV. törvény 	 az igazságügyi szakértői kamaráról szóló 1995. évi CXIV. törvény módosításáról
- 1999. évi LVI. törvény 	 a Munka Törvénykönyvéről szóló 1992. évi XXII. törvény, a köztisztviselők jogállásáról szóló 1992. évi XXIII. törvény, a közalkalmazottak jogállásáról szóló 1992. évi XXXIII. törvény, az igazságügyi alkalmazottak szolgálati viszonyáról szóló 1997. évi LXVIII. törvény, az ügyészségi szolgálati viszonyról és az ügyészségi adatkezelésről szóló 1994. évi LXXX. törvény, a bírák jogállásáról és javadalmazásáról szóló 1997. évi LXVII. törvény, valamint a fegyveres szervek hivatásos állományú tagjainak szolgálati viszonyáról szóló 1996. évi XLIII. törvény módosításáról
- 1999. évi LVII. törvény 	 a fogyasztási adóról és a fogyasztói árkiegészítésről szóló 1991. évi LXXVIII. törvény módosításáról
- 1999. évi LVIII. törvény 	 a Magyar Köztársaságnak az Észak-atlanti Szerződéshez történő csatlakozásáról és a Szerződés szövegének kihirdetéséről szóló 1999. évi I. törvény módosításáról
- 1999. évi LIX. törvény 	 a helyi önkormányzatok 1999. évi új címzett támogatásáról, a helyi önkormányzatok címzett és céltámogatási rendszeréről szóló 1992. évi LXXXIX. törvény kiegészítéséről, valamint az államháztartásról szóló 1992. évi XXXVIII. törvény módosításáról
- 1999. évi LX. törvény 	 a közbeszerzésekről szóló 1995. évi XL. törvény módosításáról
- 1999. évi LXI. törvény 	 egyes törvények és törvényerejű rendeletek hatályon kívül helyezéséről
- 1999. évi LXII. törvény 	 a szakképzési hozzájárulásról és a szakképzés fejlesztésének támogatásáról szóló 1996. évi LXXVII. törvény módosításáról
- 1999. évi LXIII. törvény 	 a közterület-felügyeletről
- 1999. évi LXIV. törvény 	 a társadalombiztosítási járulék-folyószámlák rendezéséről
- 1999. évi LXV. törvény 	 a nemzeti és etnikai kisebbségek jogairól szóló 1993. évi LXXVII. törvény, a helyi önkormányzati képviselők és polgármesterek választásáról szóló 1990. évi LXIV. törvény, valamint a választási eljárásról szóló 1997. évi C. törvény módosításáról
- 1999. évi LXVI. törvény 	 a távközlésről szóló 1992. évi LXXII. törvény módosításáról
- 1999. évi LXVII. törvény 	 a Balaton Kiemelt Üdülőkörzet egyes településein az építési tevékenység átmeneti szabályozásáról szóló 1999. évi XXXII. törvény módosításáról
- 1999. évi LXVIII. törvény 	 a közoktatásról szóló 1993. évi LXXIX. törvény módosításáról
- 1999. évi LXIX. törvény 	 a szabálysértésekről
- 1999. évi LXX. törvény 	 a Magyar Köztársaság és az Apostoli Szentszék között a Katolikus Egyház magyarországi közszolgálati és hitéleti tevékenységének finanszírozásáról, valamint néhány vagyoni természetű kérdésről 1997. június 20-án, Vatikánvárosban aláírt Megállapodás kihirdetéséről
- 1999. évi LXXI. törvény 	 az egészségügyről szóló 1997. évi CLIV. törvény módosításáról
- 1999. évi LXXII. törvény 	 a polgárok személyi adatainak kezelésével összefüggő egyes törvények módosításáról
- 1999. évi LXXIII. törvény 	 a szociális igazgatásról és szociális ellátásokról szóló 1993. évi III. törvény módosításáról
- 1999. évi LXXIV. törvény 	 a katasztrófák elleni védekezés irányításáról, szervezetéről és a veszélyes anyagokkal kapcsolatos súlyos balesetek elleni védekezésről
- 1999. évi LXXV. törvény 	 a szervezett bűnözés, valamint az azzal összefüggő egyes jelenségek elleni fellépés szabályairól és az ehhez kapcsolódó törvénymódosításokról
- 1999. évi LXXVI. törvény 	 a szerzői jogról
- 1999. évi LXXVII. törvény
- 1999. évi LXXVIII. törvény 	 a Magyar Köztársaság Kormánya és a Németországi Szövetségi Köztársaság Kormánya között személyeknek az államhatáron történő átadásáról-átvételéről szóló, Budapesten, 1997. december 1-jén aláírt Egyezmény kihirdetéséről
- 1999. évi LXXIX. törvény 	 a Magyar Köztársaság Kormánya és az Olasz Köztársaság Kormánya között személyeknek az államhatáron történő visszafogadásáról szóló, Budapesten, 1997. május 20. napján aláírt Egyezmény kihirdetéséről
- 1999. évi LXXX. törvény 	 a Magyar Köztársaság és a Szlovák Köztársaság között az Ipoly, a Sajó és a Ronyva határfolyók vízgazdálkodási szabályozása következtében az államhatár megváltoztatásáról szóló, Pozsonyban, 1997. április 21-én aláírt Szerződés kihirdetéséről
- 1999. évi LXXXI. törvény 	 a Magyar Köztársaság Kormánya és a Szlovén Köztársaság Kormánya között a jogellenesen tartózkodó személyeknek a közös államhatáron történő visszafogadásáról szóló, Ljubljanában, 1999. február 5-én aláírt Egyezmény kihirdetéséről
- 1999. évi LXXXII. törvény 	 a Szellemi Tulajdon Világszervezetében létrejött Védjegyjogi Szerződés kihirdetéséről
- 1999. évi LXXXIII. törvény 	 a védjegyek nemzetközi lajstromozásáról szóló Madridi Megállapodáshoz kapcsolódó 1989. évi Jegyzőkönyv kihirdetéséről
- 1999. évi LXXXIV. törvény 	 a közúti közlekedési nyilvántartásról
- 1999. évi LXXXV. törvény 	 a bűnügyi nyilvántartásról és a hatósági erkölcsi bizonyítványról
- 1999. évi LXXXVI. törvény 	 az egyes fontos tisztségeket betöltő személyek ellenőrzéséről és a Történeti Hivatalról szóló 1994. évi XXIII. törvény módosításáról
- 1999. évi LXXXVII. törvény 	 az agrárpiaci rendtartásról szóló 1993. évi VI. törvény módosításáról
- 1999. évi LXXXVIII. törvény 	 az adózás rendjéről szóló 1990. évi XCI. törvény módosításáról
- 1999. évi LXXXIX. törvény 	 az Egyesült Nemzetek Iparfejlesztési Szervezete Alapokmányának kihirdetéséről
- 1999. évi XC. törvény 	 a Magyarország és a Nemzetközi Atomenergia Ügynökség között a nukleáris fegyverek elterjedésének megakadályozásáról szóló szerződésnek megfelelő biztosítékok alkalmazására 1972. március 6-án kötött egyezményhez kapcsolódó, Bécsben, 1998. november 26-án aláírt Kiegészítő Jegyzőkönyv megerősítéséről és kihirdetéséről
- 1999. évi XCI. törvény 	 a Szlovén Köztársaságnak a Közép-Európai Szabadkereskedelmi Megállapodáshoz (CEFTA) történő csatlakozásáról szóló Megállapodás kihirdetéséről
- 1999. évi XCII. törvény 	 a területfejlesztésről és a területrendezésről szóló 1996. évi XXI. törvény módosításáról
- 1999. évi XCIII. törvény 	 a társadalombiztosítás pénzügyi alapjai 1998. évi költségvetésének végrehajtásáról
- 1999. évi XCIV. törvény 	 az Országos Rádió és Televízió Testület 1998. évi költségvetésének végrehajtásáról
- 1999. évi XCV. törvény 	 a kis- és középvállalkozásokról, fejlődésük támogatásáról
- 1999. évi XCVI. törvény 	 az Állami Népegészségügyi és Tisztiorvosi Szolgálatról szóló 1991. évi XI. törvény módosításáról
- 1999. évi XCVII. törvény 	 a gyermekgondozási díj bevezetésével összefüggő törvénymódosításokról
- 1999. évi XCVIII. törvény 	 az Országos Rádió és Televízió Testület 2000. évi költségvetéséről
- 1999. évi XCIX. törvény 	 az adókra, járulékokra és egyéb költségvetési befizetésekre vonatkozó egyes törvények módosításáról
- 1999. évi C. törvény 	 az Európai Szociális Karta kihirdetéséről
- 1999. évi CI. törvény 	 az 1994. január 1. és 1994. december 31. között Ruanda területén elkövetett népirtásért és a nemzetközi humanitárius jog egyéb súlyos megsértéséért felelős személyek, valamint a szomszédos államok területén elkövetett népirtásért és egyéb hasonló jogsértésekért felelős ruandai állampolgárok megbüntetésére létrejött Nemzetközi Büntetőtörvényszék Alapokmányából fakadó kötelezettségek végrehajtásáról
- 1999. évi CII. törvény 	 a Magyar Köztársaság és az Egyiptomi Arab Köztársaság között a polgári és kereskedelmi jogsegélyről szóló, Kairóban, 1996. március 26. napján aláírt Egyezmény kihirdetéséről
- 1999. évi CIII. törvény 	 a Magyar Köztársaság Kormánya és az Osztrák Köztársaság Kormánya között a Szentgotthárd város környéki magyar-osztrák ipari park vasúti átmenő forgalmáról szóló, Bécsben, 1998. november 24-én aláírt Egyezmény kihirdetéséről
- 1999. évi CIV. törvény 	 a büntetések és az intézkedések végrehajtásáról szóló 1979. évi 11. tvr. módosításáról
- 1999. évi CV. törvény 	 a Magyar Köztársaság 1998. évi költségvetésének végrehajtásáról
- 1999. évi CVI. törvény 	 a Magyar Köztársaságnak a védelmi célokat szolgáló találmányok és a szabadalmaztatásra benyújtott védelmi célokat szolgáló találmányok titoktartalmának kölcsönös védelméről szóló NATO Megállapodáshoz történő csatlakozásáról és a Megállapodás kihirdetéséről
- 1999. évi CVII. törvény 	 a társadalmi szervezetek által használt állami tulajdonú ingatlanok jogi helyzetének rendezéséről szóló 1997. évi CXLII. törvény módosításáról
- 1999. évi CVIII. törvény 	 a 2001. évi népszámlálásról, valamint a statisztikáról szóló 1993. évi XLVI. törvény módosításáról
- 1999. évi CIX. törvény 	 a társadalombiztosítás pénzügyi alapjainak 2000. évi költségvetéséről
- 1999. évi CX. törvény 	 az Országos Ítélőtábla székhelyének és illetékességi területének megállapításáról, valamint az igazságszolgáltatás működését érintő egyes törvények módosításáról
- 1999. évi CXI. törvény 	 a Magyar Köztársaságnak a védelmi célokat szolgáló műszaki információk cseréjéről szóló, Brüsszelben, 1970. október 19-én kelt Megállapodáshoz történő csatlakozásáról és a Megállapodás kihirdetéséről
- 1999. évi CXII. törvény 	 a Magyar Köztársaság és az Osztrák Köztársaság között a katasztrófák vagy súlyos szerencsétlenségek esetén történő kölcsönös segítségnyújtásról szóló Egyezmény kihirdetéséről
- 1999. évi CXIII. törvény 	 az államtitokról és a szolgálati titokról szóló 1995. évi LXV. törvény módosításáról
- 1999. évi CXIV. törvény 	 a tervező- és szakértő mérnökök, valamint építészek szakmai kamaráiról szóló 1996. évi LVIII. törvény módosításáról
- 1999. évi CXV. törvény 	 az épített környezet alakításáról és védelméről szóló 1997. évi LXXVIII. törvény módosításáról
- 1999. évi CXVI. törvény 	 az Észak-atlanti Szerződés alapján felállított nemzetközi katonai parancsnokságok jogállásáról, Párizsban, 1952. augusztus 28-án készült Jegyzőkönyvhöz történő csatlakozásról és a Jegyzőkönyv kihirdetéséről
- 1999. évi CXVII. törvény 	 az Észak-atlanti Szerződés tagállamai közötti, fegyveres erőik jogállásáról szóló Megállapodáshoz történő csatlakozásról, a Megállapodás kihirdetéséről, valamint a Megállapodáshoz kapcsolódó egyes jogszabályok módosításáról
- 1999. évi CXVIII. törvény 	 az állam tulajdonában lévő vállalkozói vagyon értékesítéséről szóló 1995. évi XXXIX. törvény módosításáról
- 1999. évi CXIX. törvény 	 az államszervezetre vonatkozó egyes törvények, továbbá az ingatlan-nyilvántartásról, az egészségügyről, valamint a halászatról és a horgászatról szóló törvények módosításáról
- 1999. évi CXX. törvény 	 a büntető jogszabályok módosításáról
- 1999. évi CXXI. törvény 	 a gazdasági kamarákról
- 1999. évi CXXII. törvény 	 egyes munkaügyi és szociális törvények módosításáról
- 1999. évi CXXIII. törvény 	 a Munka Törvénykönyvéről szóló 1992. évi XXII. törvény módosításáról
- 1999. évi CXXIV. törvény 	 a Pénzügyi Szervezetek Állami Felügyeletéről
- 1999. évi CXXV. törvény 	 a Magyar Köztársaság 2000. évi költségvetéséről

### Országgyűlési határozatok (109)
- 1/1999. (II. 11.) OGY határozat a Magyar Köztársaság és a NATO közötti 1999. évi Egyéni Partnerségi Program tervezetének jóváhagyásáról
- 2/1999. (II. 11.) OGY határozat a Magyar Televízió Közalapítvány Kuratóriuma Elnöksége tisztségviselőjének és tagjainak megválasztásáról
- 3/1999. (II. 12.) OGY határozat a Magyar Köztársaság és a Németországi Szövetségi Köztársaság között a szociális biztonságról szóló, 1998. május 2-án, Budapesten aláírt Egyezmény megerősítése tárgyában
- 4/1999. (II. 12.) OGY határozat a Magyar Köztársaság és a Litván Köztársaság közötti Szabadkereskedelmi Megállapodás megerősítéséről
- 5/1999. (II. 12.) OGY határozat az 1998. október 18-i, helyi önkormányzati képviselők és polgármesterek általános választásának megszervezésével és lebonyolításával kapcsolatos állami feladatok végrehajtásáról szóló beszámoló elfogadásáról
- 6/1999. (II. 12.) OGY határozat a helyi önkormányzati képviselők és polgármesterek választásáról szóló beszámoló elfogadásáról
- 7/1999. (II. 12.) OGY határozat a Közbeszerzések Tanácsa 1997. évben végzett tevékenységéről, valamint a közbeszerzések tisztaságával és átláthatóságával kapcsolatos tapasztalatairól szóló jelentés elfogadásáról
- 8/1999. (II. 12.) OGY határozat az Országgyűlés bizottságainak létrehozásáról, tisztségviselőinek és tagjainak megválasztásáról szóló 39/1998. (VI. 29.) OGY határozat módosításáról
- 9/1999. (II. 12.) OGY határozat mentelmi jog fenntartásáról
- 10/1999. (II. 12.) OGY határozat mentelmi jog fenntartásáról
- 11/1999. (III. 5.) OGY határozat az 1999. évben a két- és többoldalú megállapodások alapján tervezett, országgyűlési hozzájárulást igénylő csapatmozgásokról, illetve a hazai gyakorló- és lőterek külföldiek által, térítés ellenében történő igénybevételéről
- 12/1999. (III. 8.) OGY határozat mentelmi jog fenntartásáról
- 13/1999. (III. 8.) OGY határozat mentelmi jog fenntartásáról
- 14/1999. (III. 8.) OGY határozat az Országgyűlés bizottságainak létrehozásáról, tisztségviselőinek és tagjainak megválasztásáról szóló 39/1998. (VI. 29.) OGY határozat módosításáról
- 15/1999. (III. 8.) OGY határozat a politikusokról és más közéleti személyiségekről, valamint azok családtagjairól az előző parlamenti ciklusban folytatott törvénytelen és titkos adatgyűjtést vizsgáló bizottság tisztségviselőinek és tagjainak megválasztásáról
- 16/1999. (III. 8.) OGY határozat a Választási Rendszer Reformját Előkészítő eseti bizottság létrehozásáról
- 17/1999. (III. 8.) OGY határozat a Választási Rendszer Reformját Előkészítő eseti bizottság tisztségviselőinek és tagjainak megválasztásáról
- 18/1999. (III. 8.) OGY határozat a Dunán való hajózás rendjének szabályozása tárgyában Belgrádban, 1948. évi augusztus hó 18. napján kelt Egyezmény Budapesten, 1998. évi március 26-án kelt Kiegészítő Jegyzőkönyve és ennek Aláírási Jegyzőkönyve megerősítéséről
- 19/1999. (III. 8.) OGY határozat a Magyar Nemzeti Bank 1997. évi tevékenységéről szóló beszámoló elfogadásáról
- 20/1999. (III. 24.) OGY határozat a Magyar Köztársaság hozzájárulásáról a koszovói válság megoldását célzó NATO-fellépéshez tárgyában hozott 59/1998. (X. 15.) OGY határozat módosításáról
- 21/1999. (III. 26.) OGY határozat mentelmi jog fenntartásáról
- 22/1999. (III. 26.) OGY határozat mentelmi jog fenntartásáról
- 23/1999. (III. 26.) OGY határozat mentelmi jog fenntartásáról
- 24/1999. (III. 26.) OGY határozat mentelmi jog fenntartásáról
- 25/1999. (III. 26.) OGY határozat a Magyar Köztársaság Kormánya és az Osztrák Köztársaság Kormánya között a Szentgotthárd város környéki magyar-osztrák ipari park vasúti átmenő forgalmáról szóló, Bécsben, 1998. november 24-én aláírt Egyezmény megerősítéséről
- 26/1999. (III. 26.) OGY határozat a Magyar Állandó Értekezlet megalakulásához kapcsolódó feladatokról
- 27/1999. (III. 26.) OGY határozat a legfőbb ügyész beszámolójának elfogadásáról
- 28/1999. (III. 26.) OGY határozat a gyermekgondozási díj intézményének ismételt bevezetéséről
- 29/1999. (IV. 14.) OGY határozat a Magyar Köztársaság részvételéről az Albániának nyújtandó humanitárius segélyműveletben
- 30/1999. (IV. 15.) OGY határozat mentelmi jog fenntartásáról
- 31/1999. (IV. 15.) OGY határozat mentelmi jog fenntartásáról
- 32/1999. (IV. 15.) OGY határozat az egyes fontos tisztségeket betöltő személyek ellenőrzését végző bizottságok tagjainak megválasztásáról
- 33/1999. (V. 5.) OGY határozat a Magyar Köztársaság részvételéről az Albániának nyújtandó humanitárius segélyműveletben tárgyában hozott 29/1999. (IV. 14.) OGY határozat módosításáról
- 34/1999. (V. 7.) OGY határozat a Sínai-félszigeten állomásozó Multinacionális Erők és Megfigyelők (MFO) békefenntartó missziójában való magyar részvételről szóló 82/1995. (VII. 6.) OGY határozat módosításáról
- 35/1999. (V. 7.) OGY határozat az Európa Tanácsnak - megalakulása 50. évfordulója alkalmából - a Magyar Országgyűlés által juttatandó nemzeti adomány tárgyában
- 36/1999. (V. 7.) OGY határozat a Nemzetközi Valutaalapban a különleges lehívási jogok (SDR) rendkívüli, egyszeri szétosztásáról és ezzel összefüggésben a Nemzetközi Valutaalap Alapokmányának negyedik módosításáról
- 37/1999. (V. 7.) OGY határozat az Országgyűlés bizottságainak létrehozásáról, tisztségviselőinek és tagjainak megválasztásáról szóló 39/1998. (VI. 29.) OGY határozat módosításáról
- 38/1999. (V. 7.) OGY határozat mentelmi jog fenntartásáról
- 39/1999. (V. 7.) OGY határozat mentelmi jog fenntartásáról
- 40/1999. (V. 7.) OGY határozat a társadalmi szervezetek költségvetési támogatásának elosztásáról
- 41/1999. (V. 7.) OGY határozat a nemzeti és etnikai kisebbségi szervezetek költségvetési támogatásáról
- 42/1999. (VI. 3.) OGY határozat mentelmi jog fenntartásáról
- 43/1999. (VI. 3.) OGY határozat az Országgyűlés bizottságainak létrehozásáról, tisztségviselőinek és tagjainak megválasztásáról szóló 39/1998. (VI. 29.) OGY határozat módosításáról
- 44/1999. (VI. 3.) OGY határozat a Magyar Köztársaság Kormánya és a Bolgár Köztársaság Kormánya között a jogellenesen tartózkodó személyeknek az államhatáron történő visszafogadásáról szóló, Budapesten, 1998. november hónap 11. napján aláírt Egyezmény megerősítéséről
- 45/1999. (VI. 3.) OGY határozat a Magyar Köztársaság és az Egyiptomi Arab Köztársaság között a polgári és kereskedelmi jogsegélyről szóló, Kairóban, 1996. március 26. napján aláírt Egyezmény megerősítéséről
- 46/1999. (VI. 3.) OGY határozat az Egyesült Nemzetek saját és kisegítő személyzetének biztonságáról szóló Egyezményhez való csatlakozás tárgyában
- 47/1999. (VI. 3.) OGY határozat „Az elsivatagosodás elleni küzdelemről a súlyos aszállyal és/vagy elsivatagosodással sújtott országokban, különös tekintettel Afrikára” ENSZ Egyezményhez való csatlakozásról
- 48/1999. (VI. 3.) OGY határozat az Európai Szociális Karta megerősítéséről
- 49/1999. (VI. 3.) OGY határozat az Európa Tanács „Korrupció Elleni Államok Csoportjához” (GRECO) való csatlakozásról
- 50/1999. (VI. 3.) OGY határozat Bakonypéterd és Lázi községek Veszprém megyéből Győr-Moson-Sopron megyéhez csatolásáról
- 51/1999. (VI. 3.) OGY határozat Tiszaug község Jász-Nagykun-Szolnok megyéből Bács-Kiskun megyéhez csatolásáról
- 52/1999. (VI. 3.) OGY határozat a Magyar Televízió, a Magyar Rádió és a Hungária Televízió Közalapítványok kiegészítő támogatásáról, valamint az Országos Rádió és Televízió Testület 1999. évi költségvetésének időarányos felhasználásáról
- 53/1999. (VI. 3.) OGY határozat a Gazdasági Versenyhivatal 1997. évi, valamint 1998. évi tevékenységéről és a versenytörvény alkalmazása során szerzett, a verseny tisztaságának és szabadságának érvényesülésével kapcsolatos tapasztalatokról szóló beszámolók elfogadásáról
- 54/1999. (VI. 16.) OGY határozat a koszovói békefenntartásban részt vevő nemzetközi erők (KFOR) tevékenységének elősegítéséről
- 55/1999. (VI. 16.) OGY határozat magyar kontingens részvételéről a koszovói békefenntartásban részt vevő nemzetközi erőkben (KFOR)
- 56/1999. (VI. 16.) OGY határozat a külföldi fegyveres erőknek a délszláv válság nyomán kialakult humanitárius szükséghelyzet megoldásában történő segítségnyújtás céljából a Magyar Köztársaság területén történő áthaladásáról
- 57/1999. (VI. 16.) OGY határozat a Magyar Köztársaság Kormánya és Ukrajna Kormánya között a katasztrófák és súlyos balesetek megelőzése és azok következményeinek felszámolása érdekében történő együttműködésről és kölcsönös segítségnyújtásról szóló, Budapesten, 1998. október hó 27. napján aláírt Egyezmény megerősítéséről
- 58/1999. (VI. 16.) OGY határozat a Magyar Köztársaság Kormánya és a Szlovén Köztársaság Kormánya között a jogellenesen tartózkodó személyeknek a közös államhatáron történő visszafogadásáról szóló, Ljubljanában, 1999. február 5-én aláírt Egyezmény megerősítéséről
- 59/1999. (VI. 16.) OGY határozat az Országgyűlés bizottságainak létrehozásáról, tisztségviselőinek és tagjainak megválasztásáról szóló 39/1998. (VI. 29.) OGY határozat módosításáról
- 60/1999. (VI. 25.) OGY határozat mentelmi jog fenntartásáról
- 61/1999. (VI. 25.) OGY határozat mentelmi jog fenntartásáról
- 62/1999. (VI. 25.) OGY határozat az Országgyűlés bizottságainak létrehozásáról, tisztségviselőinek és tagjainak megválasztásáról szóló 39/1998. (VI. 29.) OGY határozat módosításáról
- 63/1999. (VI. 25.) OGY határozat az állampolgári jogok országgyűlési biztosának és általános helyettesének tevékenységéről szóló beszámoló elfogadásáról
- 64/1999. (VI. 25.) OGY határozat az adatvédelmi biztos beszámolójának elfogadásáról
- 65/1999. (VI. 25.) OGY határozat a nemzeti és etnikai kisebbségi jogok országgyűlési biztosának tevékenységéről szóló beszámoló elfogadásáról
- 66/1999. (VI. 25.) OGY határozat az Alkotmánybíróság három tagjának megválasztásáról
- 67/1999. (VI. 25.) OGY határozat a közbeszerzésekről szóló 1995. évi XL. törvényben megfogalmazott jogalkotói szándék érvényesülését vizsgáló országgyűlési bizottság létrehozásáról
- 68/1999. (VI. 25.) OGY határozat a Magyar Köztársaság 2000-2002. évi költségvetési irányelveiről
- 69/1999. (IX. 10.) OGY határozat a nemzetközi közúti fuvarozást végző járművek személyzetének munkájáról szóló Európai Megállapodáshoz (AETR) való csatlakozásról
- 70/1999. (IX. 10.) OGY határozat a Magyar Köztársaság és a Lett Köztársaság közötti Szabadkereskedelmi Megállapodás megerősítéséről
- 71/1999. (IX. 30.) OGY határozat az 1999. évben a két- és többoldalú megállapodások alapján tervezett, országgyűlési hozzájárulást igénylő csapatmozgásokról, illetve a hazai gyakorló- és lőterek külföldiek által, térítés ellenében történő igénybevételéről szóló 11/1999. (III. 5.) OGY határozat módosításáról
- 72/1999. (IX. 30.) OGY határozat az Országgyűlés bizottságainak létrehozásáról, tisztségviselőinek és tagjainak megválasztásáról szóló 39/1998. (VI. 29.) OGY határozat módosításáról
- 73/1999. (IX. 30.) OGY határozat a közbeszerzésekről szóló 1995. évi XL. törvényben megfogalmazott jogalkotói szándék érvényesülését vizsgáló országgyűlési bizottság tisztségviselőinek és tagjainak megválasztásáról
- 74/1999. (IX. 30.) OGY határozat mentelmi jog felfüggesztéséről
- 75/1999. (X. 22.) OGY határozat a Magyar Köztársaság részvételéről a Nemzetközi Fejlesztési Társulás (IDA) alapjainak tizenkettedik feltöltésében
- 76/1999. (X. 22.) OGY határozat az Európai Régióban a felsőoktatási képesítések elismeréséről szóló Lisszaboni Elismerési Egyezmény megerősítéséről
- 77/1999. (X. 22.) OGY határozat az áruknak TIR-igazolvánnyal történő nemzetközi fuvarozására vonatkozó vámegyezmény módosításainak megerősítéséről
- 78/1999. (X. 22.) OGY határozat a tengeri felkutatásról és mentésről szóló 1979. évi nemzetközi Egyezményhez való csatlakozásról
- 79/1999. (X. 22.) OGY határozat a Magyar Honvédség kijelölt alegységének az IRON DRAGON ’99 hadgyakorlaton történő részvételéről
- 80/1999. (X. 22.) OGY határozat az állampolgárok személyi jövedelemadójának 1%-ából képzett 1999. évi költségvetési keret elosztásáról
- 81/1999. (X. 22.) OGY határozat az Állami Számvevőszék 1997. évi tevékenységéről szóló jelentés elfogadásáról
- 83/1999. (X. 22.) OGY határozat az Országgyűlés bizottságainak létrehozásáról, tisztségviselőinek és tagjainak megválasztásáról szóló 39/1998. (VI. 29.) OGY határozat módosításáról
- 82/1999. (X. 22.) OGY határozat az Állami Számvevőszék 1998. évi tevékenységéről szóló jelentés elfogadásáról
- 84/1999. (X. 22.) OGY határozat mentelmi jog fenntartásáról
- 85/1999. (X. 22.) OGY határozat mentelmi jog fenntartásáról
- 86/1999. (X. 22.) OGY határozat mentelmi jog fenntartásáról
- 87/1999. (X. 27.) OGY határozat mentelmi jog fenntartásáról
- 88/1999. (X. 27.) OGY határozat mentelmi jog fenntartásáról
- 89/1999. (XI. 12.) OGY határozat a Magyar Köztársaság és az Osztrák Köztársaság között a szociális biztonságról szóló, 1999. március 31-én, Budapesten aláírt Egyezmény megerősítéséről
- 90/1999. (XI. 12.) OGY határozat a hajókon telepíthető INMARSAT Földi Állomások használatáról a területi vizeken és kikötőkben, Londonban, 1985. október 16-án kelt Nemzetközi Megállapodáshoz való csatlakozásról
- 91/1999. (XI. 12.) OGY határozat a Magyar Köztársaság területén élő nemzeti és etnikai kisebbségek helyzetéről szóló beszámoló elfogadásáról
- 92/1999. (XI. 12.) OGY határozat az Országgyűlés bizottságainak létrehozásáról, tisztségviselőinek és tagjainak megválasztásáról szóló 39/1998. (VI. 29.) OGY határozat módosításáról
- 93/1999. (XI. 12.) OGY határozat mentelmi jog fenntartásáról
- 94/1999. (XII. 7.) OGY határozat országgyűlési vizsgálóbizottság létrehozásáról az esetleges korrupciós ügyek feltárására az olajügyek és a szervezett bűnözés között
- 95/1999. (XII. 7.) OGY határozat az Országgyűlés bizottságainak létrehozásáról, tisztségviselőinek és tagjainak megválasztásáról szóló 39/1998. (VI. 29.) OGY határozat módosításáról
- 96/1999. (XII. 7.) OGY határozat mentelmi jog felfüggesztéséről
- 97/1999. (XII. 7.) OGY határozat mentelmi jog fenntartásáról
- 98/1999. (XII. 10.) OGY határozat a Magyar Köztársaság és a NATO közötti 2000. évi Egyéni Partnerségi Program tervezetének jóváhagyásáról
- 99/1999. (XII. 10.) OGY határozat a pénzmosásról, a bűncselekményből származó dolgok felkutatásáról, lefoglalásáról és elkobzásáról szóló, Strasbourgban, 1990. november 8-án kelt egyezmény megerősítéséről
- 100/1999. (XII. 10.) OGY határozat az Országos Fogyatékosügyi Programról
- 101/1999. (XII. 10.) OGY határozat' az Országgyűlés bizottságainak létrehozásáról, tisztségviselőinek és tagjainak megválasztásáról szóló 39/1998. (VI. 29.) OGY határozat módosításáról
- 102/1999. (XII. 18.) OGY határozat az Országos Ítélőtábla és a fellebbviteli feladatokat ellátó ügyészi szervek felállításával, valamint az igazságszolgáltatási reform folytatásával kapcsolatos feladatokról
- 103/1999. (XII. 18.) OGY határozat a Magyar Köztársaság és a Cseh Köztársaság között a katasztrófák és súlyos balesetek esetén történő együttműködésről és kölcsönös segítségnyújtásról szóló, Budapesten, 1999. június 17-én aláírt Egyezmény megerősítéséről
- 104/1999. (XII. 21.) OGY határozat az agrárgazdaság 1998. évi helyzetéről szóló jelentés elfogadásáról
- 105/1999. (XII. 22.) OGY határozat a délszláv helyzet stabilizálása érdekében az SFOR erőket felváltó erők tevékenységének elősegítéséről és ebben a magyar műszaki kontingens részvételéről szóló 18/1998. (III. 6.) OGY határozat módosításáról
- 106/1999. (XII. 22.) OGY határozat a Magyar Tudományos Akadémiának a magyar tudomány 1997-1998. évi helyzetéről szóló beszámoló elfogadásáról
- 107/1999. (XII. 22.) OGY határozat a bíróságok általános helyzetéről és az Országos Igazságszolgáltatási Tanács igazgatási tevékenységéről szóló tájékoztató elfogadásáról
- 108/1999. (XII. 22.) OGY határozat a Magyar Televízió, a Magyar Rádió és a Hungária Televízió Közalapítványok kiegészítő támogatásáról
- 109/1999. (XII. 22.) OGY határozat az „Országgyűlési vizsgáló bizottság létrehozásáról az esetleges korrupciós ügyek feltárására az olajügyek és a szervezett bűnözés között” elnevezésű vizsgáló bizottság tisztségviselőinek és tagjainak megválasztásáról

### Kormányrendeletek
- 1/1999. (I. 1.) Korm. rendelet 	 a távhőszolgáltatásról szóló 1998. évi XVIII. törvény egyes rendelkezéseinek végrehajtásáról
- 2/1999. (I. 14.) Korm. rendelet 	 a Magyar Népköztársaság Pénzügyminisztériuma és az Osztrák Köztársaság Szövetségi Pénzügyminisztériuma között 1961. január 17-én aláírt, a határon átmenő közúti áruforgalommal kapcsolatos illetékeljárásról szóló Megállapodás hatályának meghosszabbításáról
- 3/1999. (I. 18.) Korm. rendelet 	 a Magyar Köztársaság Kormánya és a Paraguayi Köztársaság Kormánya közötti kulturális, oktatási és tudományos együttműködési Egyezmény kihirdetéséről
- 4/1999. (I. 18.) Korm. rendelet 	 a "Közbeszerzési Értesítő, a Közbeszerzések Tanácsának Hivatalos Lapjá"-ban történő közzététel rendjéről és térítési díjáról szóló 128/1995. (X. 20.) Korm. rendelet módosításáról
- 5/1999. (I. 18.) Korm. rendelet 	 a Kunmadaras és Térsége Vállalkozási Övezet kijelöléséről
- 6/1999. (I. 18.) Korm. rendelet 	 a Békés Megyei Vállalkozási Övezet kijelöléséről
- 7/1999. (I. 18.) Korm. rendelet 	 a Zalai Regionális – Lenti központú – Vállalkozási Övezet kijelöléséről
- 8/1999. (I. 18.) Korm. rendelet 	 a természettudományos felsőoktatás alapképzési szakjainak képesítési követelményeiről szóló 166/1997. (X. 3.) Korm. rendelet módosításáról
- 9/1999. (I. 27.) Korm. rendelet 	 a foglalkozás-egészségügyi szolgálatról szóló 89/1995. (VII. 14.) Korm. rendelet módosításáról
- 10/1999. (II. 1.) Korm. rendelet 	 a Magyar Köztársaság Kormánya és az Orosz Föderáció Kormánya között a vámügyekben történő együttműködésről és kölcsönös segítségnyújtásról szóló Egyezmény kihirdetéséről
- 11/1999. (II. 1.) Korm. rendelet 	 az Adó- és Pénzügyi Ellenőrzési Hivatalról szóló 55/1991. (IV. 11.) Korm. rendelet módosításáról
- 12/1999. (II. 1.) Korm. rendelet 	 a Gazdasági Minisztérium Engedélyezési és Közigazgatási Hivataláról
- 13/1999. (II. 1.) Korm. rendelet 	 a személyi azonosító használatával kapcsolatos kormányrendeletek módosításáról
- 14/1999. (II. 5.) Korm. rendelet 	 a Magyar Köztársaság Kormánya és Ukrajna Kormánya között a Magyar Köztársaságban és Ukrajnában folytatott tanulmányokat és végzettséget tanúsító okiratok, valamint tudományos fokozatok egyenértékűségének kölcsönös elismeréséről szóló Egyezmény kihirdetéséről
- 15/1999. (II. 5.) Korm. rendelet 	 a központi, a társadalombiztosítási és a köztestületi költségvetési szervek kormányzati, felügyeleti, valamint belső költségvetési ellenőrzéséről
- 16/1999. (II. 5.) Korm. rendelet 	 a rendőrség ellenérték fejében végezhető szolgáltató tevékenységéről
- 17/1999. (II. 5.) Korm. rendelet 	 a távollevők között kötött szerződésekről
- 18/1999. (II. 5.) Korm. rendelet 	 a fogyasztóval kötött szerződésben tisztességtelennek minősülő feltételekről
- 19/1999. (II. 5.) Korm. rendelet 	 az államháztartás működési rendjéről szóló 217/1998. (XII. 30.) Korm. rendelet kiegészítéséről
- 20/1999. (II. 5.) Korm. rendelet 	 az ingatlanok időben megosztott használati jogának megszerzésére irányuló szerződésekről
- 21/1999. (II. 10.) Korm. rendelet 	 a Magyar-EK Társulási Tanácsnak a Magyar Köztársaság és az Európai Közösségek és azok tagállamai között társulás létesítéséről szóló Európai Megállapodás 4. számú Jegyzőkönyvének módosítása tárgyában hozott 1/99. számú határozata kihirdetéséről
- 22/1999. (II. 10.) Korm. rendelet 	 az egyes nemzetközileg ellenőrzött termékek és technológiák forgalmának engedélyezéséről szóló 61/1990. (X. 1.) Korm. rendelet módosításáról
- 23/1999. (II. 10.) Korm. rendelet 	 az Állami Népegészségügyi és Tisztiorvosi Szolgálat átszervezésével kapcsolatos egyes kormányrendeletek módosításáról
- 24/1999. (II. 12.) Korm. rendelet 	 a Fogyatékos Gyermekek, Tanulók Felzárkóztatásáért Országos Közalapítvány létrehozásáról szóló 164/1997. (IX. 30.) Korm. rendelet módosításáról
- 25/1999. (II. 12.) Korm. rendelet 	 a légi személyszállítás szabályairól
- 26/1999. (II. 12.) Korm. rendelet 	 a légi árufuvarozás szabályairól
- 27/1999. (II. 12.) Korm. rendelet 	 a gazdálkodó szervezetek 1999. évi egyedi termelési támogatásáról
- 28/1999. (II. 12.) Korm. rendelet 	 a katonai felsőoktatás alapképzési szakjainak képesítési követelményeiről
- 29/1999. (II. 12.) Korm. rendelet 	 a devizáról szóló 1995. évi XCV. törvény végrehajtásáról rendelkező 161/1995. (XII. 26.) Korm. rendelet módosításáról
- 30/1999. (II. 15.) Korm. rendelet 	 a diákigazolványról
- 31/1999. (II. 24.) Korm. rendelet 	 a Magyar Köztársaság Kormánya és a Szlovén Köztársaság Kormánya között közvetlen vasúti kapcsolat létesítéséről szóló, Budapesten, 1996. október 15-én aláírt Egyezmény, valamint módosításának egységes szerkezetben történő kihirdetéséről
- 32/1999. (II. 26.) Korm. rendelet 	 a Magyar Köztársaság Kormánya és az Amerikai Egyesült Államok Kormánya között a Budapesti Amerikai Nemzetközi Iskola jogállásáról szóló Megállapodás kihirdetéséről
- 33/1999. (II. 26.) Korm. rendelet 	 a vámjogról, a vámeljárásról, valamint a vámigazgatásról szóló 1995. évi C. törvény végrehajtásáról szóló 45/1996. (III. 25.) Korm. rendelet módosításáról
- 34/1999. (II. 26.) Korm. rendelet 	 a büntetőeljárásban résztvevők, valamint az eljárást folytató hatóság tagjai személyi védelme elrendelésének feltételeiről és végrehajtásának szabályairól
- 35/1999. (II. 26.) Korm. rendelet 	 a közforgalmú személyszállítási utazási kedvezményekről szóló 287/1997. (XII. 29.) Korm. rendelet módosításáról
- 36/1999. (II. 26.) Korm. rendelet 	 az utazásszervező és -közvetítő tevékenységről szóló 213/1996. (XII. 23.) Korm. rendelet módosításáról
- 37/1999. (II. 26.) Korm. rendelet 	 a közműves ivóvízellátásról és a közműves szennyvízelvezetésről szóló 38/1995. (IV. 5.) Korm. rendelet módosításáról
- 38/1999. (II. 26.) Korm. rendelet 	 a műszaki felsőoktatás alapképzési szakjainak képesítési követelményeiről szóló 157/1996. (X. 22.) Korm. rendelet módosításáról
- 39/1999. (II. 26.) Korm. rendelet 	 a tűzvédelmi hatósági tevékenység részletes szabályairól, a hivatásos önkormányzati tűzoltóságok illetékességi területéről szóló 115/1996. (VII. 24.) Korm. rendelet módosításáról
- 40/1999. (III. 3.) Korm. rendelet 	 a vidékfejlesztési (területfejlesztési) célelőirányzat 1999. évi felhasználásának részletes szabályairól
- 41/1999. (III. 3.) Korm. rendelet 	 az 1999. évi vidékfejlesztési célelőirányzat és a területi kiegyenlítést szolgáló fejlesztési célú támogatás megyék közti felosztásáról
- 42/1999. (III. 3.) Korm. rendelet 	 a területi kiegyenlítést szolgáló fejlesztési célú támogatások felhasználásának részletes szabályairól szóló 32/1998. (II. 25.) Korm. rendelet módosításáról
- 43/1999. (III. 3.) Korm. rendelet 	 az egészségügyi szolgáltatások Egészségbiztosítási Alapból történő finanszírozásának részletes szabályairól
- 44/1999. (III. 8.) Korm. rendelet 	 a Magyar Köztársaság Kormánya és az Egyiptomi Arab Köztársaság Kormánya között a szervezett bűnözés elleni harcban történő együttműködésről szóló, Kairóban, 1996. március 26-án aláírt Megállapodás kihirdetéséről
- 45/1999. (III. 11.) Korm. rendelet 	 a Magyar Köztársaság Kormánya és a Finn Köztársaság Kormánya között a vámügyekben történő kölcsönös segítségnyújtásról szóló Megállapodás kihirdetéséről
- 46/1999. (III. 18.) Korm. rendelet 	 a hullámterek, a parti sávok, a vízjárta, valamint a fakadó vizek által veszélyeztetett területek használatáról és a hasznosításáról
- 47/1999. (III. 18.) Korm. rendelet 	 a mentésben való részvétel szabályairól, a polgári védelmi szakhatósági jogkörről és a miniszterek polgári védelmi feladatairól szóló 196/1996. (XII. 22.) Korm. rendelet módosításáról
- 48/1999. (III. 18.) Korm. rendelet 	 az Adó- és Pénzügyi Ellenőrzési Hivatalról szóló 55/1991. (IV. 11.) Korm. rendelet módosításáról
- 49/1999. (III. 26.) Korm. rendelet 	 a közmunkaprogramok támogatási rendjéről
- 50/1999. (III. 31.) Korm. rendelet 	 a Magyar Köztársaság Kormánya és a Panamai Köztársaság Kormánya között a magánútlevelekre vonatkozó vízumkötelezettség kölcsönös megszüntetéséről szóló Megállapodás, valamint a két ország diplomata, konzuli, hivatalos, speciális és szolgálati útlevéllel rendelkező állampolgáraira vonatkozó vízumkötelezettség megszüntetéséről szóló Megállapodás kihirdetéséről
- 51/1999. (III. 31.) Korm. rendelet 	 a Magyar Köztársaság Kormánya és a Vietnami Szocialista Köztársaság Kormánya között Hanoiban, 1998. február 4-én aláírt légiközlekedési megállapodás kihirdetéséről
- 52/1999. (III. 31.) Korm. rendelet 	 a honvédelmet érintő egyes törvények módosításáról szóló 1998. évi LXXXIX. törvény végrehajtásához kapcsolódó kormányrendeletek módosításáról
- 53/1999. (III. 31.) Korm. rendelet 	 a radioaktív hulladékok és a kiégett üzemanyag elhelyezésére, valamint a nukleáris létesítmények leszerelésére kijelölt szerv létrehozásáról és tevékenységének pénzügyi forrásáról szóló 240/1997. (XII. 18.) Korm. rendelet módosításáról
- 54/1999. (III. 31.) Korm. rendelet 	 a közoktatásról szóló 1993. évi LXXIX. törvény végrehajtásáról rendelkező 20/1997. (II. 13.) Korm. rendelet módosításáról
- 55/1999. (III. 31.) Korm. rendelet 	 a rendvédelmi felsőoktatás alapképzési szakjainak képesítési követelményeiről
- 56/1999. (IV. 2.) Korm. rendelet 	 a nemzetközi szerződés alapján átvett, vagy nemzetközi kötelezettségvállalás alapján készült minősített, valamint a korlátozottan megismerhető adat védelmének eljárási szabályairól
- 57/1999. (IV. 7.) Korm. rendelet 	 a Magyar Köztársaság Kormánya és Ukrajna Kormánya közötti állat-egészségügyi egyezmény kihirdetéséről
- 58/1999. (IV. 21.) Korm. rendelet 	 a Magyar Köztársaság Kormánya és az Osztrák Szövetségi Kormány között az Andau-i híd (mosontarcsai híd) megközelíthetőségéről szóló Egyezmény kihirdetéséről
- 59/1999. (IV. 21.) Korm. rendelet 	 a társadalombiztosítás igazgatási szerveinek irányításával kapcsolatos feladat- és hatáskörökről szóló 131/1998. (VII. 23.) Korm. rendelet módosításáról
- 60/1999. (IV. 21.) Korm. rendelet 	 az önkéntes kölcsönös nyugdíjpénztárak befektetési és gazdálkodási szabályairól szóló 267/1997. (XII. 22.) Korm. rendelet és az önkéntes kölcsönös egészség- és önsegélyező pénztárak egyes gazdálkodási szabályairól szóló 268/1997. (XII. 22.) Korm. rendelet módosításáról
- 61/1999. (IV. 21.) Korm. rendelet 	 a Kormányzati Ellenőrzési Hivatal felügyeletéről, feladat- és hatásköréről
- 62/1999. (IV. 21.) Korm. rendelet 	 az életüktől és szabadságuktól politikai okból jogtalanul megfosztottak kárpótlásáról szóló 1992. évi XXXII. törvény végrehajtásáról
- 63/1999. (IV. 28.) Korm. rendelet 	 a Magyar Köztársaság és az Osztrák Köztársaság között a felsőoktatási intézményekben végzett tanulmányok egyenértékűségének elismeréséről szóló Egyezmény kihirdetéséről
- 64/1999. (IV. 28.) Korm. rendelet 	 a nyilvános könyvtárak jegyzékének vezetéséről
- 65/1999. (V. 5.) Korm. rendelet 	 a kábítószerek tiltott gyártásához használt egyes vegyi anyagokkal végzett tevékenységek szabályozásáról szóló 100/1996. (VII. 12.) Korm. rendelet módosításáról
- 66/1999. (V. 5.) Korm. rendelet 	 a közúti gépjárművek, az egyes mezőgazdasági, erdészeti és halászati erőgépek üzemanyag- és kenőanyag-fogyasztásának igazolás nélkül elszámolható mértékéről szóló 60/1992. (IV. 1.) Korm. rendelet módosításáról
- 67/1999. (V. 5.) Korm. rendelet 	 a mezőgazdasági termelők agrártámogatás igénybevételével összefüggő adatszolgáltatásáról és nyilvántartásba vételéről szóló 236/1998. (XII. 30.) Korm. rendelet módosításáról
- 68/1999. (V. 21.) Korm. rendelet 	 a Magyar Köztársaság Kormánya és Ukrajna Kormánya között a határon átnyúló együttműködésről szóló, Budapesten, 1997. november 11-én aláírt Egyezmény kihirdetéséről
- 69/1999. (V. 21.) Korm. rendelet 	 a környezetvédelmi termékdíjról, továbbá egyes termékek környezetvédelmi termékdíjáról szóló 1995. évi LVI. törvény végrehajtásához szükséges egyes intézkedésekről szóló 113/1995. (IX. 27.) Korm. rendelet módosításáról
- 70/1999. (V. 21.) Korm. rendelet 	 az olimpiai járadék megállapításáról és folyósításáról
- 71/1999. (V. 21.) Korm. rendelet 	 a fogyatékos sportolók világversenyein eredményesen szereplők járadékáról
- 72/1999. (V. 21.) Korm. rendelet 	 a nemzeti vérkészlettel való gazdálkodás szabályairól szóló 115/1998. (VI. 16.) Korm. rendelet módosításáról
- 73/1999. (V. 21.) Korm. rendelet 	 a magánszemélyek közműfejlesztési támogatásáról
- 74/1999. (V. 21.) Korm. rendelet 	 az egyetemi szintű észt alapképzési szak képesítési követelményeiről
- 75/1999. (V. 21.) Korm. rendelet 	 a társadalombiztosítás központi hivatali szervei feladat- és hatáskörének, valamint működésének átmeneti szabályairól
- 76/1999. (V. 26.) Korm. rendelet 	 a vállalkozásoknak nyújtott állami támogatások előzetes bejelentési kötelezettségéről és annak Európai Megállapodással való összhangjának vizsgálatáról
- 77/1999. (V. 28.) Korm. rendelet 	 az elektronikus fizetési eszközök kibocsátására és használatára vonatkozó egyes szabályokról
- 78/1999. (VI. 4.) Korm. rendelet 	 a Magyar Köztársaság Kormánya és a Marokkói Királyság Kormánya között a magyar állampolgárok vízummentes utazásáról, valamint rövid tartamú látogatásra Magyarországra utazó marokkói állampolgárok vízumdíj megfizetésének kötelezettsége alóli mentesítéséről szóló, jegyzékváltás útján létrejött Megállapodás kihirdetéséről
- 79/1999. (VI. 11.) Korm. rendelet 	 a Magyar Köztársaság Kormánya és a Dán Királyság Kormánya között a vámügyekben történő kölcsönös segítségnyújtásról szóló Megállapodás kihirdetéséről
- 80/1999. (VI. 11.) Korm. rendelet 	 a telepengedély alapján gyakorolható ipari és szolgáltató tevékenységekről, valamint a telepengedélyezés rendjéről
- 81/1999. (VI. 11.) Korm. rendelet 	 a személyes gondoskodást nyújtó szociális intézmény működésének engedélyezéséről szóló 161/1996. (XI. 7.) Korm. rendelet módosításáról
- 82/1999. (VI. 11.) Korm. rendelet 	 az ingó dolgokat terhelő zálogjog és a vagyont terhelő zálogjog nyilvántartásáról szóló 7/1997. (I. 22.) Korm. rendelet módosításáról
- 83/1999. (VI. 11.) Korm. rendelet 	 a műszaki felsőoktatás alapképzési szakjainak képesítési követelményeiről szóló 157/1996. (X. 22.) Korm. rendelet módosításáról
- 84/1999. (VI. 11.) Korm. rendelet 	 a kutatási és fejlesztési megállapodások egyes csoportjainak a versenykorlátozás tilalma alól történő mentesítéséről
- 85/1999. (VI. 11.) Korm. rendelet 	 a szakosítási megállapodások egyes csoportjainak a versenykorlátozás tilalma alól történő mentesítéséről
- 86/1999. (VI. 11.) Korm. rendelet 	 a technológia-átadási megállapodások egyes csoportjainak a versenykorlátozás tilalma alól történő mentesítéséről
- 87/1999. (VI. 11.) Korm. rendelet 	 a tűzvédelmi bírságnak, valamint biztosítók tűzvédelmi hozzájárulásának a központi költségvetésbe történő befizetése és elszámolása rendjéről, valamint a felhasználásának és ellenőrzésének módjáról szóló 180/1998. (XI. 6.) Korm. rendelet módosításáról
- 88/1999. (VI. 16.) Korm. rendelet 	 a Magyar Köztársaság Kormánya és a Francia Köztársaság Kormánya között a belügyi együttműködésről szóló Egyezmény kihirdetéséről
- 89/1999. (VI. 16.) Korm. rendelet 	 az igazságügyi szakértőkről szóló 53/1993. (IV. 2.) Korm. rendelet módosításáról
- 90/1999. (VI. 21.) Korm. rendelet 	 a társadalombiztosítás igazgatási szerveinek irányításával kapcsolatos egyes jogszabályok módosításáról
- 91/1999. (VI. 23.) Korm. rendelet 	 a lakáscélú támogatásokról szóló 106/1988. (XII. 26.) MT rendelet módosításáról
- 92/1999. (VI. 23.) Korm. rendelet 	 a statisztikai szakértői engedélyek kiadásáról szóló 21/1994. (II. 16.) Korm. rendelet módosításáról
- 93/1999. (VI. 23.) Korm. rendelet 	 a Kiváló és Érdemes Művészi járadék folyósításáról szóló 18/1998. (I. 30.) Korm. rendelet módosításáról
- 94/1999. (VI. 23.) Korm. rendelet 	 a szociálisan hátrányos helyzetben lévők adósságterhének enyhítéséről és lakhatási körülményeinek javításáról szóló 96/1998. (V. 13.) Korm. rendelet módosításáról
- 95/1999. (VI. 23.) Korm. rendelet 	 a Nemzeti Információs Infrastruktúra Fejlesztési Program működtetéséről
- 96/1999. (VI. 25.) Korm. rendelet 	 a Magyar Köztársaság Kormánya és a Szlovák Köztársaság Kormánya között az állampolgárok kölcsönös foglalkoztatása érdekében Pozsonyban, 1999. február 12. napján aláírt Egyezmény kihirdetéséről
- 97/1999. (VI. 25.) Korm. rendelet 	 a Magyar Köztársaság és az Európai Közösségek és annak tagállamai közötti Társulási Tanács 2/99. számú, Magyarországnak a "SAVE II" energiahatékonysági közösségi programban történő részvétele módozatainak és feltételeinek elfogadásáról szóló határozata kihirdetéséről
- 98/1999. (VI. 25.) Korm. rendelet 	 a Magyar Nemzeti Bank éves beszámoló készítési és könyvvezetési kötelezettségének sajátosságairól szóló 18/1997. (II. 4.) Korm. rendelet módosításáról
- 99/1999. (VI. 28.) Korm. rendelet 	 a tűzvédelmi hatósági tevékenység részletes szabályairól, a hivatásos önkormányzati tűzoltóságok illetékességi területéről szóló 115/1996. (VII. 24.) Korm. rendelet módosításáról
- 100/1999. (VI. 28.) Korm. rendelet 	 az állami felsőoktatási intézmények karainak felsorolásáról szóló 25/1995. (III. 8.) Korm. rendelet módosításáról
- 101/1999. (VII. 6.) Korm. rendelet 	 a Magyar Köztársaság Kormánya és az Olasz Köztársaság Kormánya között Rómában, 1995. február 6-án aláírt vízummegállapodás módosításáról szóló levélváltás kihirdetéséről
- 102/1999. (VII. 6.) Korm. rendelet 	 a Magyar Köztársaság Kormánya és Románia Kormánya között a Magyar Köztársaságban, illetve Romániában akkreditált oktatási intézmények által kiadott diplomák, oklevelek, tanulmányi bizonyítványok és tudományos fokozatok kölcsönös elismeréséről szóló Egyezmény kihirdetéséről
- 103/1999. (VII. 6.) Korm. rendelet 	 a repülőtér létesítésének, fejlesztésének és megszüntetésének szabályairól
- 104/1999. (VII. 6.) Korm. rendelet 	 a közúti közlekedésről szóló 1988. évi I. törvény végrehajtására kiadott 30/1988. (IV. 21.) MT rendelet módosításáról
- 105/1999. (VII. 6.) Korm. rendelet 	 az Országos Közoktatási Értékelési és Vizsgaközpontról
- 106/1999. (VII. 6.) Korm. rendelet 	 a diákigazolványról szóló 30/1999. (II. 15.) Korm. rendelet módosításáról
- 107/1999. (VII. 6.) Korm. rendelet 	 a közgazdasági felsőoktatás alapképzési szakjainak képesítési követelményeiről szóló, módosított 4/1996. (I. 18.) Korm. rendelet módosításáról
- 108/1999. (VII. 7.) Korm. rendelet 	 a Magyar Köztársaság Kormánya és Ukrajna Kormánya között nukleáris balesetek esetén való gyors értesítésről, a kölcsönös tájékoztatásról és együttműködésről a nukleáris biztonság és sugárvédelem területén Budapesten, 1997. november 12-én aláírt Megállapodás kihirdetéséről
- 109/1999. (VII. 7.) Korm. rendelet 	 a mezőgazdasági őstermelői termékek, tevékenységek körét, a vámtarifaszámokat érintő 1999. évi kiigazításról
- 110/1999. (VII. 7.) Korm. rendelet 	 a Szabad Magyarországért Emléklap alapításáról és adományozásáról, valamint a nemzeti helytállásért elnevezésű pótlék bevezetéséről szóló 173/1995. (XII. 27.) Korm. rendelet módosításáról
- 111/1999. (VII. 15.) Korm. rendelet 	 a Magyar Köztársaság Kormánya és a Horvát Köztársaság Kormánya közötti növényvédelmi együttműködésről szóló Egyezmény kihirdetéséről
- 112/1999. (VII. 16.) Korm. rendelet 	 a felsőoktatás képzési és fenntartási normatívák alapján történő finanszírozásáról szóló 72/1998. (IV. 10.) Korm. rendelet módosításáról
- 113/1999. (VII. 16.) Korm. rendelet 	 az ifjúsági és sportminiszter feladat- és hatásköréről
- 114/1999. (VII. 30.) Korm. rendelet 	 a Magyar Köztársaság és az Európai Közösségek és azok tagállamai közötti Társulási Tanács 3/99. számú, Magyarországnak az Európai Unió 5. Kutatási és Technológiafejlesztési és Demonstrációs Keretprogramjában való részvétele módozatainak és feltételeinek elfogadásáról szóló határozata kihirdetéséről
- 115/1999. (VIII. 6.) Korm. rendelet 	 a Magyar Köztársaság Kormánya és a Brazil Szövetségi Köztársaság Kormánya között Brazíliavárosban, 1997. április 3-án aláírt légiközlekedési megállapodás kihirdetéséről
- 116/1999. (VIII. 6.) Korm. rendelet 	 a Magyar Köztársaság Kormánya és a Moldovai Köztársaság Kormánya között Budapesten, 1997. június 4-én aláírt nemzetközi közúti személyszállításról és árufuvarozásról szóló Egyezmény kihirdetéséről
- 117/1999. (VIII. 6.) Korm. rendelet 	 a Magyar Köztársaság Kormánya és Ukrajna Kormánya között Budapesten, 1997. november 11-én aláírt, a határvizekkel kapcsolatos vízgazdálkodási kérdésekről szóló Egyezmény kihirdetéséről
- 118/1999. (VIII. 6.) Korm. rendelet 	 a Magyar Köztársaság Kormánya és a Bolgár Köztársaság Kormánya között a terrorizmus, a kábítószer tiltott forgalmazása és a szervezett bűnözés elleni harcban történő együttműködésről szóló, Budapesten, 1998. év november hó 11. napján aláírt Megállapodás kihirdetéséről
- 119/1999. (VIII. 6.) Korm. rendelet 	 a kézilőfegyverekről és lőszerekről, a gáz- és riasztófegyverekről, valamint a légfegyverekről és a lőterekről szóló 115/1991. (IX. 10.) Korm. rendelet módosításáról
- 120/1999. (VIII. 6.) Korm. rendelet 	 a vizek és a közcélú vízilétesítmények fenntartására vonatkozó feladatokról
- 121/1999. (VIII. 6.) Korm. rendelet 	 a helyi önkormányzatok címzett és céltámogatásának, a céljellegű decentralizált támogatásának igénybejelentési, döntés-előkészítési és elszámolási rendjéről, valamint a Magyar Államkincstár finanszírozási, elszámolási és ellenőrzési feladatairól, továbbá a TÁKISZ feladatairól szóló 9/1998. (I. 23.) Korm. rendelet módosításáról
- 122/1999. (VIII. 6.) Korm. rendelet 	 a lakáscélú támogatásokról szóló 106/1988. (XII. 26.) MT rendelet módosításáról
- 123/1999. (VIII. 6.) Korm. rendelet 	 a műszaki felsőoktatás alapképzési szakjainak képesítési követelményeiről szóló 157/1996. (X. 22.) Korm. rendelet módosításáról
- 124/1999. (VIII. 6.) Korm. rendelet 	 az egyetemi szintű nemzetközi tanulmányok alapképzési szak képesítési követelményeiről
- 125/1999. (VIII. 6.) Korm. rendelet 	 az egészségügyi felsőfokú szakirányú szakképzésben részt vevők számára szervezett központi gyakornoki rendszerről
- 126/1999. (VIII. 13.) Korm. rendelet 	 az országos településrendezési és építési követelményekről szóló 253/1997. (XII. 20.) Korm. rendelet módosításáról
- 127/1999. (VIII. 13.) Korm. rendelet 	 a keresőképtelenség és keresőképesség orvosi elbírálásáról és annak ellenőrzéséről szóló 102/1995. (VIII. 25.) Korm. rendelet módosításáról
- 128/1999. (VIII. 13.) Korm. rendelet 	 a fák védelméről szóló 21/1970. (VI. 21.) Korm. rendelet módosításáról
- 129/1999. (VIII. 24.) Korm. rendelet 	 a központi közigazgatás integrált üdültetési rendszerének kialakításáról, valamint a Miniszterelnökség Központi Üdülési és Oktatási Főigazgatósága létrehozásáról és feladatairól
- 130/1999. (VIII. 26.) Korm. rendelet 	 a Magyar Köztársaság Kormánya és az Osztrák Köztársaság Kormánya között a nem menetrend szerinti forgalomban bonyolódó nemzetközi közúti személyszállítási, Koppenhágában, 1998. május 26-án aláírt Megállapodás kihirdetéséről
- 131/1999. (VIII. 26.) Korm. rendelet 	 a művészeti felsőoktatás alapképzési szakjainak képesítési követelményeiről szóló 105/1998. (V. 23.) Korm. rendelet módosításáról
- 132/1999. (VIII. 31.) Korm. rendelet 	 a Magyar Köztársaság és az Európai Közösség között, bizonyos borokra érvényes vámkontingensek kölcsönös felállításáról szóló megállapodás meghosszabbításáról, továbbá a Magyar Köztársaság Kormánya és az Európai Közösség Bizottsága között, a borbehozatali tanúsítványokról szóló levélváltások kihirdetéséről
- 133/1999. (VIII. 31.) Korm. rendelet 	 a Magyar Köztársaság Kormánya és a Lengyel Köztársaság Kormánya közötti állat-egészségügyi egyezmény kihirdetéséről
- 134/1999. (VIII. 31.) Korm. rendelet 	 a járóbeteg-ellátás keretében rendelt gyógyszerek, gyógyászati segédeszközök és gyógyfürdőellátások árához nyújtott támogatások elszámolásáról és folyósításáról
- 135/1999. (VIII. 31.) Korm. rendelet 	 a Rendvédelmi Szervek Védelmi Szolgálatáról szóló 49/1995. (V. 4.) Korm. rendelet módosításáról
- 136/1999. (IX. 1.) Korm. rendelet 	 a külföldiek beutazásáról, magyarországi tartózkodásáról és bevándorlásáról szóló 1993. évi LXXXVI. törvény végrehajtására kiadott 64/1994. (IV. 30.) Korm. rendelet módosításáról
- 137/1999. (IX. 1.) Korm. rendelet 	 a menekültügyi eljárás részletes szabályairól, továbbá a kérelmezők, a menedékesek és a befogadottak okmányairól szóló 24/1998. (II. 18.) Korm. rendelet módosításáról
- 138/1999. (IX. 1.) Korm. rendelet 	 az egyes közrendvédelmi bírságokból befolyó pénzösszegek felhasználásának céljáról és eljárási szabályairól
- 139/1999. (IX. 3.) Korm. rendelet 	 a védett állatfajok védelmére, tartására, bemutatására és hasznosítására vonatkozó részletes szabályokról szóló 8/1998. (I. 23.) Korm. rendelet módosításáról
- 140/1999. (IX. 3.) Korm. rendelet 	 a mezőgazdasági termékek és élelmiszerek ökológiai követelmények szerinti előállításáról, forgalmazásáról és jelöléséről
- 141/1999. (IX. 3.) Korm. rendelet 	 a műszaki termékek megfelelőségét vizsgáló, ellenőrző és tanúsító szervezetek kijelöléséről szóló 182/1997. (X. 17.) Korm. rendelet módosításáról
- 142/1999. (IX. 8.) Korm. rendelet 	 a tűzszerészeti mentesítési feladatok ellátásáról
- 143/1999. (IX. 15.) Korm. rendelet 	 az okmányirodák kijelöléséről és illetékességi területéről
- 144/1999. (IX. 30.) Korm. rendelet 	 a vámjogról, a vámeljárásról, valamint a vámigazgatásról szóló 1995. évi C. törvény végrehajtásáról szóló 45/1996. (III. 25.) Korm. rendeletet módosító 33/1999. (II. 26.) Korm. rendelet módosításáról
- 145/1999. (X. 1.) Korm. rendelet 	 a temetőkről és a temetkezésről szóló 1999. évi XLIII. törvény végrehajtásáról
- 146/1999. (X. 1.) Korm. rendelet 	 a Nemzeti Kegyeleti Bizottság szervezetéről és feladatairól
- 147/1999. (X. 8.) Korm. rendelet 	 az országgyűlési egyéni és területi választókerületek megállapításáról szóló 2/1990. (I. 11.) MT rendelet módosításáról
- 148/1999. (X. 13.) Korm. rendelet 	 az országhatáron átterjedő környezeti hatások vizsgálatáról szóló, Espooban (Finnország), 1991. február 26. napján aláírt egyezmény kihirdetéséről
- 149/1999. (X. 15.) Korm. rendelet 	 a Miniszterelnöki Hivatal kommunikációért felelős politikai államtitkárának feladat- és hatásköréről
- 150/1999. (X. 15.) Korm. rendelet 	 a létesítményi tűzoltóságokra vonatkozó részletes szabályokról szóló 118/1996. (VII. 24.) Korm. rendelet módosításáról
- 151/1999. (X. 22.) Korm. rendelet 	 egyes beszerzések nemzetbiztonsági és titokvédelmi okok miatti sajátos szabályairól
- 152/1999. (X. 22.) Korm. rendelet 	 a haditechnikai eszközök beszerzésére vonatkozó eljárási szabályokról
- 153/1999. (X. 22.) Korm. rendelet 	 a központi költségvetési szervek központosított közbeszerzéseinek részletes szabályairól szóló 125/1996. (VII. 24.) Korm. rendelet módosításáról
- 154/1999. (X. 22.) Korm. rendelet 	 a 2000. évre vonatkozó Országos Statisztikai Adatgyűjtési Programról
- 155/1999. (XI. 3.) Korm. rendelet 	 a fővárosi, megyei közigazgatási hivatalokról szóló 191/1996. (XII. 17.) Korm. rendelet módosításáról
- 156/1999. (XI. 3.) Korm. rendelet 	 a Szerzői Jogi Szakértő Testület szervezetéről és működéséről
- 157/1999. (XI. 3.) Korm. rendelet 	 a külföldiek ingatlanszerzéséről szóló 7/1996. (I. 18.) Korm. rendelet módosításáról
- 158/1999. (XI. 19.) Korm. rendelet 	 a katasztrófa-egészségügyi ellátásról
- 159/1999. (XI. 19.) Korm. rendelet 	 az agrár-felsőoktatás alapképzési szakjainak képesítési követelményeiről szóló 146/1998. (IX. 9.) Korm. rendelet módosításáról
- 160/1999. (XI. 19.) Korm. rendelet 	 a természettudományos felsőoktatás alapképzési szakjainak képesítési követelményeiről szóló 166/1997. (X. 3.) Korm. rendelet módosításáról
- 161/1999. (XI. 19.) Korm. rendelet 	 a főiskolai szintű fotóriporter és képszerkesztői alapképzési szak képesítési követelményeiről
- 162/1999. (XI. 19.) Korm. rendelet 	 a Bevándorlási és Állampolgársági Hivatalról
- 163/1999. (XI. 19.) Korm. rendelet 	 az önkéntes tűzoltóságokra vonatkozó részletes szabályokról szóló 119/1996. (VII. 24.) Korm. rendelet módosításáról
- 164/1999. (XI. 19.) Korm. rendelet 	 egyes távközlési szolgáltatások engedélyezéséről szóló 48/1997. (III. 14.) Korm. rendelet módosításáról
- 165/1999. (XI. 19.) Korm. rendelet 	 az Országos Könyvtári Kuratóriumról
- 166/1999. (XI. 19.) Korm. rendelet 	 a tájvédelmi szakhatósági hatáskörbe tartozó engedélyezési eljárásokról
- 167/1999. (XI. 19.) Korm. rendelet 	 a védelmi stratégiai és biztonságpolitikai hatáskörök gyakorlásával kapcsolatos egyes kormányrendeletek módosításáról, illetőleg hatályon kívül helyezéséről
- 168/1999. (XI. 24.) Korm. rendelet 	 a személyazonosító igazolvány kiadásáról és nyilvántartásáról
- 169/1999. (XI. 24.) Korm. rendelet 	 a személyes gondoskodást nyújtó szociális ellátások térítési díjáról szóló 29/1993. (II. 17.) Korm. rendelet módosításáról
- 170/1999. (XII. 1.) Korm. rendelet 	 az Országos Kárrendezési és Kárpótlási Hivatal, valamint a megyei (fővárosi) kárrendezési hivatalok megszüntetéséről, továbbá a Központi Kárrendezési Iroda létrehozásáról szóló 42/1998. (III. 6.) Korm. rendelet módosításáról
- 171/1999. (XII. 6.) Korm. rendelet 	 a volt egyházi ingatlanok helyzetének rendezéséről szóló törvényben foglalt általános elidegenítési és terhelési tilalom megszüntetéséről
- 172/1999. (XII. 6.) Korm. rendelet 	 a környezeti hatásvizsgálat elvégzéséhez kötött tevékenységek köréről és az ezzel kapcsolatos hatósági eljárás részletes szabályairól szóló 152/1995. (XII. 12.) Korm. rendelet módosításáról
- 173/1999. (XII. 6.) Korm. rendelet 	 a felvonók és a mozgólépcsők építésügyi hatósági engedélyezéséről, üzemeltetéséről, ellenőrzéséről és az ellenőrökről szóló 113/1998. (VI. 10.) Korm. rendelet módosításáról
- 174/1999. (XII. 7.) Korm. rendelet 	 a közúti közlekedésbiztonság egyes állami feladatainak teljesítéséhez szükséges pénzügyi forrásokról és azok felhasználásának módjáról szóló 188/1996. (XII. 17.) Korm. rendelet módosításáról
- 175/1999. (XII. 7.) Korm. rendelet 	 a kiemelt építésügyi igazgatási ügyekben eljáró hatóságok illetékességi területéről, a kijelölési eljárásról, valamint a szakmai feltételekről szóló 220/1997. (XII. 5.) Korm. rendelet módosításáról
- 176/1999. (XII. 8.) Korm. rendelet 	 a Magyar Köztársaság Kormánya és a Holland Királyság Kormánya között bűnüldöző szerveiknek a nemzetközi bűnözés elleni harcban történő együttműködésről szóló, Hágában, 1998. november 2-án aláírt Egyezmény kihirdetéséről
- 177/1999. (XII. 8.) Korm. rendelet 	 a tűzvédelmi bírságról szóló 116/1996. (VII. 24.) Korm. rendelet módosításáról
- 178/1999. (XII. 8.) Korm. rendelet 	 a külföldi kiküldetéshez kapcsolódó elismert költségekről szóló 168/1995. (XII. 27.) Korm. rendelet módosításáról
- 179/1999. (XII. 10.) Korm. rendelet 	 a katasztrófák elleni védekezés irányításáról, szervezetéről és a veszélyes anyagokkal kapcsolatos súlyos balesetek elleni védekezésről szóló 1999. évi LXXIV. törvény végrehajtásáról
- 180/1999. (XII. 10.) Korm. rendelet 	 a társadalmi-gazdasági és infrastrukturális szempontból elmaradott, illetve az országos átlagot jelentősen meghaladó munkanélküliséggel sújtott települések jegyzékéről szóló 219/1996. (XII. 24.) Korm. rendelet módosításáról
- 181/1999. (XII. 13.) Korm. rendelet 	 az építésügyi-műszaki dokumentációk megőrzéséről és hasznosításáról
- 182/1999. (XII. 13.) Korm. rendelet 	 a közalkalmazottak jogállásáról szóló 1992. évi XXXIII. törvény helyi önkormányzatok által fenntartott szolgáltató feladatokat ellátó egyes költségvetési intézményeknél történő végrehajtásról szóló 77/1993. (V. 12.) Korm. rendelet módosításáról
- 183/1999. (XII. 13.) Korm. rendelet 	 a pénzforgalomról és a bankhitelről szóló 39/1984. (XI. 5.) MT rendelet módosításáról
- 184/1999. (XII. 13.) Korm. rendelet 	 a földhasználati nyilvántartás részletes szabályairól
- 185/1999. (XII. 13.) Korm. rendelet 	 a pedagógus-továbbképzésről, a pedagógus-szakvizsgáról, valamint a továbbképzésben résztvevők juttatásairól és kedvezményeiről szóló 277/1997. (XII. 22.) Korm. rendelet módosításáról
- 186/1999. (XII. 16.) Korm. rendelet 	 a Magyar Köztársaság Kormánya és az Amerikai Egyesült Államok Kormánya között a katasztrófavédelmi tevékenységek információs rendszerének továbbfejlesztése céljából Budapesten, 1999. szeptember 29-én aláírt Adományozási Megállapodás kihirdetéséről
- 187/1999. (XII. 16.) Korm. rendelet 	 a köztisztviselők képesítési előírásairól szóló 9/1995. (II. 3.) Korm. rendelet módosításáról
- 188/1999. (XII. 16.) Korm. rendelet 	 a személyes gondoskodást nyújtó szociális intézmény és a falugondnoki szolgálat működésének engedélyezéséről, továbbá a szociális vállalkozás engedélyezéséről
- 189/1999. (XII. 17.) Korm. rendelet 	 a Magyarország és az Európai Unió Társulási Tanácsának a "származó termék" fogalmának meghatározásáról és az adminisztratív együttműködés módszeréről szóló, az Európai Unió és Magyarország közötti Európai Megállapodás 4. számú Jegyzőkönyvének módosításáról szóló 4/1999. számú határozatának kihirdetéséről
- 190/1999. (XII. 18.) Korm. rendelet 	 a nyugdíjszerű rendszeres szociális ellátások emeléséről
- 191/1999. (XII. 18.) Korm. rendelet 	 a nyugellátások és a baleseti járadék emeléséről
- 192/1999. (XII. 20.) Korm. rendelet 	 a Magyar Exporthitel Biztosító Részvénytársaság által vállalható biztosítások tárgyáról, valamint a központi költségvetés terhére, a Kormány készfizető kezessége mellett vállalható nem-piacképes kockázatú biztosítások feltételeiről és a biztosítási eseményekről szóló 84/1998. (V. 6.) Korm. rendelet módosításáról
- 193/1999. (XII. 21.) Korm. rendelet 	 a magánnyugdíjpénztárak beszámoló készítésének és könyvvezetésének sajátosságairól szóló 173/1997. (X. 6.) Korm. rendelet módosításáról
- 194/1999. (XII. 21.) Korm. rendelet 	 az önkéntes nyugdíjpénztárak beszámoló készítésének és könyvvezetésének sajátosságairól szóló 269/1997. (XII. 22.) Korm. rendelet módosításáról
- 195/1999. (XII. 21.) Korm. rendelet 	 a 127/1997. (VII. 24.) Korm. rendelettel egységes szerkezetben kihirdetett, a Magyar Köztársaság Pénzügyminisztériuma és az Osztrák Köztársaság Szövetségi Pénzügyminisztériuma között az 1995. november 24-én, illetve az 1997. július 2-án aláírt jegyzőkönyvekkel módosított, a Magyar Népköztársaság Pénzügyminisztériuma és az Osztrák Köztársaság Szövetségi Pénzügyminisztériuma között 1961. január 17-én aláírt, a határon átmenő közúti áruforgalommal kapcsolatos illetékeljárásról szóló Megállapodás módosításáról
- 196/1999. (XII. 21.) Korm. rendelet 	 a közoktatásról szóló 1993. évi LXXIX. törvény végrehajtásáról rendelkező 20/1997. (II. 13.) Korm. rendelet módosításáról
- 197/1999. (XII. 21.) Korm. rendelet 	 a védett személyek és a kijelölt létesítmények védelméről szóló 160/1996. (XI. 5.) Korm. rendelet módosításáról
- 198/1999. (XII. 21.) Korm. rendelet 	 a mezőgazdasági őstermelői igazolványról szóló 228/1996. (XII. 26.) Korm. rendelet módosításáról
- 199/1999. (XII. 21.) Korm. rendelet 	 a közületi szervek rendészeti tevékenységéről szóló 6/1988. (II. 12.) MT rendelet hatályon kívül helyezéséről
- 200/1999. (XII. 25.) Korm. rendelet 	 a devizáról szóló 1995. évi XCV. törvény végrehajtásáról rendelkező 161/1995. (XII. 26.) Korm. rendelet módosításáról
- 201/1999. (XII. 26.) Korm. rendelet 	 a társadalombiztosítási nyugellátásról szóló 1997. évi LXXXI. törvény végrehajtásáról szóló 168/1997. (X. 6.) Korm. rendelet módosításáról
- 202/1999. (XII. 26.) Korm. rendelet 	 a társadalombiztosítás ellátásaira és a magánnyugdíjra jogosultakról, valamint e szolgáltatások fedezetéről szóló 1997. évi LXXX. törvény végrehajtásáról rendelkező 195/1997. (XI. 5.) Korm. rendelet módosításáról
- 203/1999. (XII. 26.) Korm. rendelet 	 a kötelező egészségbiztosítás ellátásairól szóló 1997. évi LXXXIII. törvény végrehajtásáról rendelkező 217/1997. (XII. 1.) Korm. rendelet módosításáról
- 204/1999. (XII. 26.) Korm. rendelet 	 a pénztárak központi nyilvántartásával összefüggő egyes feladatokról, a pénztáraknak, valamint a foglalkoztatóknak a pénztártagokra vonatkozó adatszolgáltatási kötelezettségéről szóló 172/1997. (X. 6.) Korm. rendelet módosításáról
- 205/1999. (XII. 26.) Korm. rendelet 	 a kis- és középvállalkozások támogatásokból, vállalkozói hitelekből és közbeszerzésekből való részesedésével összefüggő adatszolgáltatásról
- 206/1999. (XII. 26.) Korm. rendelet 	 egyes, a közlekedési hatósági hatáskörökkel összefüggő kormányrendeletek módosításáról
- 207/1999. (XII. 26.) Korm. rendelet 	 a Magyar Nemzeti Bank éves beszámoló készítési és könyvvezetési kötelezettségének sajátosságairól szóló 18/1997. (II. 4.) Korm. rendelet módosításáról
- 208/1999. (XII. 26.) Korm. rendelet 	 az egységes megfelelőségi jelölés használatáról
- 209/1999. (XII. 26.) Korm. rendelet 	 a felsőoktatási intézmények karainak felsorolásáról
- 210/1999. (XII. 26.) Korm. rendelet 	 az egyes pénzbeli szociális ellátások folyósításának és elszámolásának szabályairól szóló 30/1993. (II. 17.) Korm. rendelet módosításáról
- 211/1999. (XII. 26.) Korm. rendelet 	 a családok támogatásáról szóló 1998. évi LXXXIV. törvény végrehajtásáról rendelkező 223/1998. (XII. 30.) Korm. rendelet módosításáról
- 212/1999. (XII. 26.) Korm. rendelet 	 a gazdálkodó szervezetek 2000. évi egyedi termelési támogatásáról
- 213/1999. (XII. 26.) Korm. rendelet 	 egyes kormányrendeletek módosításáról
- 214/1999. (XII. 26.) Korm. rendelet 	 a Területi Államháztartási és Közigazgatási Információs Szolgálatok felügyeletének és feladatkörének, továbbá a közigazgatási hivatalok feladatkörének változásával összefüggő egyes jogszabályok módosításáról
- 215/1999. (XII. 26.) Korm. rendelet 	 a kötelező legkisebb munkabér (minimálbér) megállapításáról
- 216/1999. (XII. 26.) Korm. rendelet 	 a természetgyógyászati tevékenységről szóló 40/1997. (III. 5.) Korm. rendelet módosításáról, továbbá a gyógyfürdő intézményekről, valamint a természetes gyógytényezők hasznosításáról szóló 63/1984. (XII. 19.) MT rendelet hatályon kívül helyezéséről
- 217/1999. (XII. 27.) Korm. rendelet 	 az államháztartás működési rendjéről szóló 217/1998. (XII. 30.) Korm. rendelet módosításáról
- 218/1999. (XII. 28.) Korm. rendelet 	 az egyes szabálysértésekről
- 219/1999. (XII. 28.) Korm. rendelet 	 a vámjogról, a vámeljárásról, valamint a vámigazgatásról szóló 1995. évi C. törvény végrehajtásáról szóló 45/1996. (III. 25.) Korm. rendelet módosításáról
- 220/1999. (XII. 28.) Korm. rendelet 	 a devizáról szóló 1995. évi XCV. törvény végrehajtásáról rendelkező 161/1995. (XII. 26.) Korm. rendelet módosításáról
- 221/1999. (XII. 29.) Korm. rendelet 	 a Frekvenciasávok Nemzeti Felosztási Táblázatának megállapításáról [1]
- 222/1999. (XII. 29.) Korm. rendelet 	A költségvetés alapján gazdálkodó szervek beszámolási és könyvvezetési kötelezettségéről szóló 54/1996. (IV. 12.) Korm. rendelet módosításáról
- 223/1999. (XII. 29.) Korm. rendelet Az áruk, szolgáltatások és anyagi értéket képviselő jogok kiviteléről, illetőleg behozataláról szóló 112/1990. (XII. 23.) Korm. rendelet módosításáról

### Egyéb fontosabb jogszabályok

#### Miniszteri rendeletek

##### Január
- 1/1999. (I. 1.) BM rendelet A hivatásos önkormányzati és az önkéntes tűzoltóságok Riasztási és Segítségnyújtási Tervéről szóló 23/1996. (IX. 19.) BM rendelet módosításáról
- 2/1999. (I. 14.) BM rendelet A fővárosi és az országos kisebbségi önkormányzatok megválasztásának eljárási rendjéről szóló 46/1998. (X. 21.) BM rendelet módosításáról
- 1/1999. (I. 14.) OM rendelet A művelődési és közoktatási miniszter által adományozható művészeti és oktatási szakmai díjakról szóló 4/1992. (III. 6.) MKM rendelet módosításáról
- 1/1999. (I. 18.) IM-EüM együttes rendelet a bírák és a bírósági titkárok pályaalkalmassági vizsgálatáról
- 3/1999. (I. 18.) KHVM-KöM-PM együttes rendelet az egyes használt vagy sérült gépjárművek vámkezelését megelőző vizsgálatról
- 2/1999. (I. 29.) NKÖM rendelet a Nemzeti Kulturális Örökség Minisztériumának felügyelete alá tartozó nemzeti művészeti intézményekben művészi vagy egyéb művészeti munkakört betöltő közalkalmazottak illetménypótlékáról
- 3/1999. (I. 29.) PM rendelet a bűncselekményeknek az Adó- és Pénzügyi Ellenőrzési Hivatal által történő nyomozásának részletes szabályairól

##### Február
- 3/1999. (II. 24.) NKÖM rendelet a nemzeti kulturális örökség minisztere által adományozható művészeti és egyéb szakmai díjakról

##### Május
- 50/1999. (V. 26.) FVM rendelet a földmérési és térképészeti tevékenységről szóló 1996. évi LXXVI. törvény végrehajtására kiadott 16/1997. (III. 5.) FM rendelet módosításáról

##### Június
- 24/1999. (VI. 25.) OM rendelet az oktatási miniszter által adományozható szakmai elismerésekről

##### Július
- 30/1999. (VII. 21.) OM rendelet az államilag elismert nyelvvizsga egységes követelményrendszeréről és annak felülvizsgálatáról, az akkreditációs eljárásról, valamint a nyelvvizsga díjairól

##### Augusztus
- 32/1999. (VIII. 18.) OM rendelet az alapfokú művészetoktatás követelményei és tantervi programjának bevezetéséről és kiadásáról szóló 27/1998. (VI. 10.) MKM rendelet módosításáról
- 37/1999. (VIII. 26.) OM rendelet a lakások és helyiségek bérletére, valamint az elidegenítésükre vonatkozó egyes szabályokról szóló 1993. évi LXXVIII. törvény végrehajtásáról rendelkező 7/1996. (VII. 9.) MKM rendelet módosításáról

##### Szeptember
- 41/1999. (IX. 8.) EüM rendelet a prostituáltak részére kiadandó orvosi igazolásról
- 2/1999. (IX. 24.) ISM rendelet a Gyermek és Ifjúsági Alapprogram és a Regionális Ifjúsági Irodák működéséről
- 53/1999. (IX. 24.) GM rendelet a kontingentált vállalkozási export engedélyezésének rendjéről

##### Október
- 11/1999. (X. 6.) IM rendelet a bírósági fogalmazók joggyakorlatáról és képzéséről
- 40/1999. (X. 8.) OM rendelet az Oktatási Jogok Miniszteri Biztosa Hivatalának feladatairól és működésének szabályairól
- 49/1999. (X. 15.) EüM rendelet A népjóléti ágazatba tartozó egyes államigazgatási eljárásokért és igazgatási jellegű szolgáltatásokért fizetendő díjakról szóló 50/1996. (XII. 27.) NM rendelet módosításáról
- 55/1999. (X. 15.) GM rendelet A Gazdaságfejlesztési Célelőirányzatok felhasználásának és kezelésének részletes szabályairól szóló 33/1998. (V. 22.) IKIM rendelet módosításáról
- 56/1999. (X. 15.) GM—PM együttes rendelet A Kereskedelmi Vámtarifa alkalmazásáról szóló 20/1998. (XII. 17.) GM-PM együttes rendelet módosításáról
- 57/1999. (X. 15.)  GM—BM—PM—EüM—TNM együttes rendelet  A kábítószerek tiltott gyártásához használt egyes vegyi anyagokkal végzett tevékenységek szabályozásáról szóló 100/1996. (VII. 12.) Korm. rendeletben meghatározott hatóságok, valamint a rendőrség és a Nemzetbiztonsági Hivatal feladatai ellátásához szükséges tárolandó adatok körének és a hozzáférés rendjének szabályozásáról
- 32/1999. (X. 15.) KHVM rendelet  Az építési műszaki ellenőri névjegyzékbe való felvételhez szükséges szak-vizsgáról
- 33/1999. (X. 15.) KHVM rendelet A közlekedési, hírközlési és vízügyi szakértők működésének engedélyezéséről
- 24/1999. (X. 15.) PM rendelet A pénzügyminiszter ágazatába tartozó szakképesítések szakmai követelményeiről szóló 2/1995. (II. 22.) PM rendelet módosításáról
- 14/1999. (X. 22.) IM rendelet a tűzvédelem és a műszaki mentés különös szabályairól a büntetés-végrehajtási szervezetnél

##### November
- 50/1999. (XI. 3.) EüM rendelet a képernyő előtti munkavégzés minimális egészségügyi és biztonsági követelményeiről
- 16/1999. (XI. 18.) NKÖM rendelet a szerzői és szomszédos jogok közös kezelését végző egyesületek nyilvántartásának szabályairól
- 9/1999. (XI. 24.) SzCsM rendelet a személyes gondoskodást nyújtó szociális ellátások igénybevételéről

##### December
- 61/1999. (XII. 1.) EüM rendelet a biológiai tényezők hatásának kitett munkavállalók egészségének védelméről

- 45/1999. (XII. 13.) OM rendelet a szakképzés megkezdésének és folytatásának feltételeiről
- 46/1999. (XII. 13.) OM rendelet a Pedagógus-továbbképzési Akkreditációs Testületről
- 65/1999. (XII. 22.) EüM rendelet a munkavállalók munkahelyen történő egyéni védőeszköz használatának minimális biztonsági és egészségvédelmi követelményeiről
- 66/1999. (XII. 25.) EüM rendelet A szakorvos, szakfogorvos, szakgyógyszerész és klinikai szakpszichológus szakképesítés megszerzéséről
- 34/1999. (XII. 26.) PM rendelet a számla, egyszerűsített számla és nyugta adóigazgatási azonosításáról, valamint a nyugta adását biztosító pénztárgép és taxaméter alkalmazásáról szóló 24/1995. (XI. 22.) PM rendelet módosításáról
- 56/1999. (XII. 28.) BM rendelet a közúti közlekedési nyilvántartás működéséről és az adatszolgáltatás rendjéről
- 109/1999. (XII. 29.) FVM rendelet az ingatlan-nyilvántartásról szóló 1997. évi CXLI. törvény végrehajtásáról

#### Kormányhatározatok

##### Január (1001−1010)
- 1001/1999. (I. 1.) Korm. határozat a Kossuth- és Széchenyi-díj Bizottság Társadalomtudományi Albizottsága elnöke megbízatásának megszűnéséről
- 1002/1999. (I. 18.) Korm. határozat a Nemzetközi Valutaalapban a Magyar Köztársaság kvótájának megemelésével kapcsolatos feladatok végrehajtásáról
- 1003/1999. (I. 18.) Korm. határozat Magyarország együttműködő tagként való belépéséről a Meteorológiai Műholdak Hasznosításának Európai Szervezetébe (EUMETSAT)
- 1004/1999. (I. 18.) Korm. határozat Az Europalia ’99 Hungaria Fesztivál kormánybiztosának kinevezéséről
- 1005/1999. (I. 18.) Korm. határozat államtitkári juttatások biztosításáról
- 1006/1999. (I. 18.) Korm. határozat A szervezett, gazdasági jellegű bűnözés elleni hatékonyabb fellépés jogszabályi és anyagi feltételeinek megteremtéséről szóló 1077/1996. (VII. 16.) Korm. határozat kiegészítéséről
- 1007/1999. (I. 27.) Korm. határozat az Európa Tanács Társadalomfejlesztési Alapja által a Magyar Fejlesztési Bank Rt. részére nyújtandó hitelhez kapcsolódó állami garanciavállalásról
- 1008/1999. (I. 29.) Korm. határozat a tömeges buszbaleset áldozatai emlékére országos gyásznap kinyilvánításáról
- 1009/1999. (I. 29.) Korm. határozat a hágai Nemzetközi Bíróság 1997. szeptember 25-i döntésének végrehajtásával kapcsolatos magyar-szlovák tárgyalásokon képviselendő magyar álláspontról és az ezzel összefüggő egyes teendőkről
- 1010/1999. (I. 29.) Korm. határozat az ausztriai autóbuszbaleset áldozatai családjainak és sérültjeinek támogatásával összefüggő kormányzati feladatokról

##### Február (1011−1025)
- 1011/1999. (II. 1.) Korm. határozat a minisztériumokban kinevezhető helyettes államtitkárok számáról szóló 1138/1998. (X. 30.) Korm. határozat módosításáról
- 1012/1999. (II. 1.) Korm. határozat A Tudomány- és Technológiapolitikai Kollégium és a Tudományos Előkészítő Bizottság létrehozásáról
- 1013/1999. (II. 1.) Korm. határozat a köztisztviselők jogállásáról szóló 1992. évi XXIII. törvény hatálya alá tartozó szervek jegyzékéről szóló 1034/1992. (VII. 1.) Korm. határozat módosításáról
- 1014/1999. (II. 10.) Korm. határozat a PHARE program végrehajtását szolgáló Központi Pénzügyi és Szerződéskötő Egység és Nemzeti Alap létrehozásáról
- 1015/1999. (II. 10.) Korm. határozat a köztisztviselők jogállásáról szóló 1992. évi XXIII. törvény hatálya alá tartozó szervek jegyzékéről szóló 1034/1992. (VII. 1.) Korm. határozat módosításáról
- 1016/1999. (II. 12.) Korm. határozat a nemzeti és állami ünnepek, valamint kiemelkedő fontosságú rendezvények előkészítésének és lebonyolításának rendjéről
- 1017/1999. (II. 12.) Korm. határozat a központi közigazgatási szerveknél a politikai főtanácsadói, politikai tanácsadói munkakörök számának meghatározásáról
- 1019/1999. (II. 15.) Korm. határozat a Kossuth- és Széchenyi-díj Bizottság Társadalomtudományi Albizottsága elnökének kinevezéséről
- 1020/1999. (II. 24.) Korm. határozat a Közép- és Kelet-Európai Történelem és Társadalom Kutatásáért Közalapítvány létrehozásáról
- 1021/1999. (II. 24.) Korm. határozat a Miniszterelnöki Hivatalt vezető miniszter rendeletalkotási kötelezettsége alóli felmentésről
- 1022/1999. (II. 24.) Korm. határozat a Kossuth- és Széchenyi-díj Bizottság tagjának kinevezéséről
- 1023/1999. (II. 26.) Korm. határozat a Határon Túli Magyar Oktatásért Apáczai Közalapítvány alapító okiratának módosításáról
- 1024/1999. (II. 26.) Korm. határozat a Nyitott Szakképzésért Közalapítvány alapító okiratának módosításáról
- 1025/1999. (II. 26.) Korm. határozat Az 1999. évi Energiatakarékossági Hitel Programról

##### Március (1026−1034)
- 1026/1999. (III. 3.) Korm. határozat az Európai Unió PHARE programja és az OECD országok által Magyarországnak juttatott segélyek kormányzati irányításának és koordinációjának új rendjével összefüggő egyes feladatokról szóló 1108/1997. (X. 11.) Korm. határozat módosításáról
- 1027/1999. (III. 3.) Korm. határozat a horvátországi magyar települések újjáépítésének támogatásáról
- 1028/1999. (III. 18.) Korm. határozat az Új Kézfogás Közalapítvány Alapító Okiratának módosításáról
- 1029/1999. (III. 18.) Korm. határozat A Magyar Köztársaság Kiváló Művésze, a Magyar Köztársaság Érdemes Művésze és a Magyar Köztársaság Babérkoszorúja Díjak 1999. évi adományozásáról
- 1030/1999. (III. 26.) Korm. határozat a Kormány által alapított közalapítványok működésének áttekintéséről
- 1031/1999. (III. 26.) Korm. határozat a közmunkaprogramok működtetéséről
- 1032/1999. (III. 26.) Korm. határozat A budapesti Stadion Szálló állami tulajdonba kerüléséről és sportcélú felhasználásáról szóló 1033/1998. (III. 27.) Korm. határozat hatályon kívül helyezéséről
- 1033/1999. (III. 31.) Korm. határozat Az Europalia ’99 Hungaria Fesztivál kormánybiztosa tekintetében munkáltatói jogkört gyakorló vezető kijelöléséről, valamint államtitkári juttatások biztosításáról
- 1034/1999. (III. 31.) Korm. határozat az új Nemzeti Színház felépítésével kapcsolatos feladatok ellátásáról

##### Április (1035−1045)
- 1035/1999. (IV. 21.) Korm. határozat az 1999. január 1. és 2002. december 31. közötti időszakra szóló középtávú terv a köztisztviselők továbbképzéséről és a közigazgatási vezetőképzésről
- 1036/1999. (IV. 21.) Korm. határozat a fogyasztóvédelmi politika koncepciójáról
- 1037/1999. (IV. 21.) Korm. határozat a szakmai kamarák létesítésének kormányzati szempontjairól
- 1038/1999. (IV. 21.) Korm. határozat a Balaton ökológiai állapotának védelmére és a vízminőség javítására vonatkozó intézkedési tervről szóló 1068/1996. (VI. 21.) Korm. határozat módosításáról
- 1039/1999. (IV. 21.) Korm. határozat a Fogyatékosok Esélye Közalapítvány létrehozásáról
- 1040/1999. (IV. 28.) Korm. határozat a Magyar Vállalkozásfejlesztési Alapítvány alapítói képviseletéről és egyes PHARE segélyekből származó hitelforrások tulajdonjogának rendezéséről
- 1041/1999. (IV. 28.) Korm. határozat A forint valutakosárral szembeni árfolyamszintje 1999. évre vonatkozó havi leértékelési mértékéről és a forint árfolyamszintjét meghatározó valutakosár összetételének megváltoztatásáról
- 1042/1999. (IV. 29.) Korm. határozat  Az 1999. évi ár- és belvíz, valamint a rendkívüli téli időjárás miatti védekezési költségekről és kárenyhítésről
- 1043/1999. (IV. 30.) Korm. határozat  A szilágysomlyói kincs bemutatásához kapcsolódó állami kezességvállalásról
- 1044/1999. (IV. 30.) Korm. határozat Évszámkezelési kormánybiztos kinevezéséről és a 2000. évszámmal összefüggő kormányzati feladatok új meghatározásáról
- 1045/1999. (IV. 30.) Korm. határozat a MÁV Rt. és a GySEV Rt. járműállománya felújítását szolgáló hitelfelvételhez szükséges egyedi kezességvállalásról

##### Május (1046−1064)
- 1046/1999. (V. 5.) Korm. határozat a Magyar Katolikus Egyház javára 2011-ig rendezendő ingatlanok jegyzékének elfogadásáról, valamint az 1999. évben megoldásra javasolt ingatlanokról és egyes kormányhatározatok módosításáról
- 1047/1999. (V. 5.) Korm. határozat a cigányság életkörülményeinek és társadalmi helyzetének javítására irányuló középtávú intézkedéscsomagról
- 1048/1999. (V. 5.) Korm. határozat a Cigányügyi Tárcaközi Bizottság létrehozásáról
- 1049/1999. (V. 5.) Korm. határozat a Formula-1 Világbajnokság Magyar Nagydíj megrendezésének feltételeiről
- 1051/1999. (V. 14.) Korm. határozat az új Nemzeti Színház felépítésének kormánybiztosa kinevezéséről
- 1052/1999. (V. 21.) Korm. határozat A közigazgatás továbbfejlesztésének 1999—2000. évekre szóló kormányzati feladattervéről
- 1053/1999. (V. 21.) Korm. határozat A közoktatás tankönyvellátásához 1999. évben szükséges állami kezességvállalásról
- 1054/1999. (V. 21.) Korm. határozat az árvízkárosult kárpátaljai magyar települések újjáépítésének támogatásáról
- 1056/1999. (V. 26.) Korm. határozat a Magyar Köztársaság Kormánya és a Magyarországi Evangélikus Egyház között 1998. december 7-én létrejött Megállapodás közzétételéről
- 1057/1999. (V. 26.) Korm. határozat a Magyar Köztársaság Kormánya és a Magyarországi Református Egyház között 1998. december 8-án létrejött Megállapodás közzétételéről
- 1058/1999. (V. 28.) Korm. határozat a Magyar Köztársaság Kormánya és a Magyarországi Zsidó Hitközségek Szövetsége között 1998. október 1-jén létrejött Megállapodás közzétételéről
- 1059/1999. (V. 28.) Korm. határozat a Nőképviseleti Tanács létrehozásáról
- 1060/1999. (V. 28.) Korm. határozat a Szociális Tanács átalakításáról
- 1061/1999. (V. 28.) Korm. határozat a polgári jogi kodifikációról szóló 1050/1998. (IV. 24.) Korm. határozat módosításáról
- 1062/1999. (V. 31.) Korm. határozat a PHARE 1999. évi Nemzeti Programjának prioritásairól és tárgyalási irányelveiről
- 1063/1999. (V. 31.) Korm. határozat a Budapest II. kerület, Lövőház utcai ingatlan hasznosításáról
- 1064/1999. (V. 31.) Korm. határozat a Sopron Megyei Jogú Város Erzsébet Kórháza rekonstrukciójához felvett hitel hitelezőváltásával összefüggő állami kezességvállalásról

##### Június (1065−1070)
- 1065/1999. (VI. 11.) Korm. határozat Az 1999. évi költségvetési törvényben jóváhagyott 16 milliárd forint összegű agrárhitelhez kapcsolódó kezességvállalás felhasználásáról (konzervipari társaságok)
- 1066/1999. (VI. 11.) Korm. határozat az államigazgatási informatika koordinációjának továbbfejlesztéséről
- 1067/1999. (VI. 21.) Korm. határozat A társadalombiztosítás igazgatási szerveinek irányításával kapcsolatos módosításokról
- 1068/1999. (VI. 23.) Korm. határozat az "Életmentő Emlékérem" kitüntető jelvény alapításáról szóló 1018/1965. (VI. 20.) Korm. határozat módosításáról
- 1069/1999. (VI. 23.) Korm. határozat a Teleki László Alapítvány Alapító Okirata és az 1007/1991. (II. 9.) Korm. határozat módosításáról
- 1070/1999. (VI. 23.) Korm. határozat A 2000-ben felvehető államilag finanszírozott hallgatói összlétszámról

##### Július (1071−1088)
- 1071/1999. (VII. 5.) Korm. határozat A Nemzeti Színház új helyszínen történő felépítésével összefüggő egyes kérdésekről
- 1072/1999. (VII. 6.) Korm. határozat a köztisztviselők jogállásáról szóló 1992. évi XXIII. törvény hatálya alá tartozó szervek jegyzékéről szóló 1034/1992. (VII. 1.) Korm. határozat módosításáról
- 1073/1999. (VII. 6.) Korm. határozat a Magyarországi Nemzeti és Etnikai Kisebbségekért Közalapítvány Alapító Okiratának módosításáról
- 1074/1999. (VII. 7.) Korm. határozat a bűncselekmények áldozatai és hozzátartozóik védelme, káruk megtérülése, enyhítése érdekében teendő jogalkotási feladatokról és egyéb intézkedésekről
- 1075/1999. (VII. 7.) Korm. határozat az Országos Bűnmegelőzési Tanácsról, valamint az 1097/1997. (IX. 23.) Korm. határozattal létrehozott Országos Közbiztonsági és Bűnmegelőzési Közalapítvány Alapító Okiratának módosításáról
- 1076/1999. (VII. 7.) Korm. határozat a Tempus Közalapítvány Alapító Okiratának módosításáról
- 1077/1999. (VII. 7.) Korm. határozat az egyházi kulturális örökség értékeinek rekonstrukciója és egyéb beruházások előirányzat-csoport 1999. évi központi költségvetési támogatás felosztásáról
- 1078/1999. (VII. 7.) Korm. határozat a Budapesti Intermodális és Logisztikai Központ megvalósításához szükséges kölcsönfelvétellel összefüggő intézkedésekről
- 1079/1999. (VII. 7.) Korm. határozat a határon túli magyarokkal kapcsolatos feladatok végrehajtását szolgáló szakértői bizottságok létrehozásáról
- 1080/1999. (VII. 7.) Korm. határozat Az 1999. évi őszi gabonavetési hitelekhez biztosított állami kezességvállalásról
- 1081/1999. (VII. 7.) Korm. határozat a közhivatalokban a munkavállalók részére nyújtható szolgáltatásokról
- 1082/1999. (VII. 16.) Korm. határozat az ifjúsági és sportminiszter feladat- és hatáskörével összefüggő egyes kormányhatározatok módosításáról
- 1083/1999. (VII. 21.) Korm. határozat Az 1999. június—júliusi viharkárok és esőzések miatti védekezési költségekre, illetve az okozott károk enyhítéséhez a helyi önkormányzatoknak nyújtandó vis maior tartalék támogatási előirányzat megemeléséről
- 1084/1999. (VII. 22.) Korm. határozat A Szerencsejáték Felügyelet vezetőjének felmentéséről
- 1085/1999. (VII. 22.) Korm. határozat a Szerencsejáték Felügyelet vezetőjének kinevezéséről
- 1086/1999. (VII. 22.) Korm. határozat a Magyarországi Cigányokért Közalapítvány Alapító Okiratának módosításáról
- 1087/1999. (VII. 30.) Korm. határozat Az Országos Egészségbiztosítási Pénztár főigazgatójának felmentéséről
- 1088/1999. (VII. 30.) Korm. határozat Az Országos Egészségbiztosítási Pénztár főigazgatójának kinevezéséről

##### Augusztus (1089−1099)
- 1089/1999. (VIII. 4.) Korm. határozat A Kettesfogathajtó Világbajnokság megrendezésével összefüggő állami kezességvállalásról
- 1090/1999. (VIII. 6.) Korm. határozat az Állami Privatizációs és Vagyonkezelő Rt. Felügyelő Bizottsága tagjának kinevezéséről
- 1091/1999. (VIII. 13.) Korm. határozat Az 1999. júniusi és júliusi rendkívüli esőzés és vihar miatti védekezési költségekről és kárenyhítésről, továbbá a szükséges jogszabályok módosításáról
- 1092/1999. (VIII. 13.) Korm. határozat A Helyreállítási és Újjáépítési Tárcaközi Bizottság és megyei bizottságok létrehozásáról
- 1093/1999. (VIII. 24.) Korm. határozat az M1/M15 autópálya projekt átstrukturálásával kapcsolatos hitelekről és az ehhez kapcsolódó állami garancia vállalásával összefüggő intézkedésekről
- 1094/1999. (VIII. 26.) Korm. határozat a Nemzetközi Újjáépítési és Fejlesztési Bank által Budapest és Dunaújváros önkormányzatának szennyvízkezelési fejlesztéseik finanszírozása céljából nyújtandó kölcsönökhöz kapcsolódó garanciaegyezmények elfogadásáról
- 1095/1999. (VIII. 26.) Korm. határozat A tartósítóipar likviditási problémáinak megoldásáról
- 1096/1999. (VIII. 26.) Korm. határozat a gázközművagyon önkormányzati tulajdonba adásával összefüggő további feladatokról szóló 1158/1998. (XII. 17.) Korm. határozat módosításáról
- 1097/1999. (VIII. 26.) Korm. határozat az új Nemzeti Színház felépítéséről
- 1098/1999. (VIII. 31.) Korm. határozat a Közbeszerzések Tanácsa összetételével összefüggő intézkedésekről
- 1099/1999. (VIII. 31.) Korm. határozat a Lakáspolitikai Tanácsadó Testület létrehozásáról

##### Szeptember (1100−1102)
- 1100/1999. (IX. 3.) Korm. határozat a lakáspolitika főbb irányairól, valamint a lakástámogatási és finanszírozási rendszer átalakításáról
- 1101/1999. (IX. 8.) Korm. határozat Az 1999. augusztus 16—17-i esőzések miatti károk enyhítéséről
- 1102/1999. (IX. 30.) Korm. határozat az Európai Szociális Chartával kapcsolatos egyes feladatokkal foglalkozó Tárcaközi Bizottság felállításáról szóló 1049/1991. (X. 29.) Korm. határozat módosításáról

##### Október (1103−1110)
- 1103/1999. (X. 6.) Korm. határozat A helyi önkormányzatok 2000. évi új címzett támogatásának előkészítéséről
- 2253/1999. (X. 7.) Korm. határozat a Nemzeti Agrár-környezetvédelmi Programról és a bevezetéséhez szükséges intézkedésekről
- 1104/1999. (X. 8.) Korm. határozat A Grassalkovich Kastély Közalapítvány megszüntetéséről
- 1105/1999. (X. 8.) Korm. határozat A rendőrség működését és gazdálkodását érintő egyes kormányhatározatok és kormányhatározati rendelkezések hatályon kívül helyezéséről
- 1106/1999. (X. 8.) Korm. határozat a tartós bentlakást nyújtó szociális intézmények működési feltételeinek biztosítása érdekében meghatározott feladatokról
- 1107/1999. (X. 8.) Korm. határozat a 2010-ig terjedő energiatakarékossági és energiahatékonyság-növelési stratégiáról
- 1108/1999. (X. 13.) Korm. határozat a Budapest II. kerület, Lövőház utcai ingatlan hasznosításáról szóló 1063/1999. (V. 31.) Korm. határozat módosításáról
- 1109/1999. (X. 22.) Korm. határozat a PHARE 2000. évi magyarországi programjának prioritásairól
- 1110/1999. (X. 22.) Korm. határozat A Jász-Nagykun-Szolnok megye rövid és középtávú fejlesztési feladatairól szóló 1022/1994. (III. 31.) Korm. határozat módosításáról

##### November (1111−1115)
- 1111/1999. (XI. 19.) Korm. határozat a Kormány kabinetjeiről szóló 1108/1998. (VIII. 13.) Korm. határozat, valamint a Gazdaságbiztonsági Tartalék kezeléséről szóló 2219/1998. (X. 6.) Korm. határozat módosításáról
- 1112/1999. (XI. 19.) Korm. határozat A Pénzügyi Szervezetek Állami Felügyeletének létrehozásával kapcsolatos egyes feladatokról
- 1113/1999. (XI. 19.) Korm. határozat 2000. évi várható áralakulásról és az árintézkedésekről
- 1114/1999. (XI. 19.) Korm. határozat a felsőoktatási beruházások kormánybiztosáról
- 1115/1999. (XI. 24.) Korm. határozat a Kossuth- és Széchenyi-díj Bizottság tagsági, illetve az Irodalmi Albizottság elnöki megbízatásának megszűnéséről

##### December (1116−1146)
- 1116/1999. (XII. 6.) Korm. határozat a Magyarországi Református Egyház, az Evangélikus Egyház, a Zsidó Hitközségek Szövetsége, a Budai Szerb Ortodox Egyházmegye, a Baptista Egyház és az Unitárius Egyház javára 2011-ig rendezendő ingatlanok jegyzékének elfogadásáról
- 1117/1999. (XII. 6.) Korm. határozat a Szabadságharcosokért Alapítvány Alapító Okiratának módosításáról
- 1118/1999. (XII. 7.) Korm. határozat a 2000. évi dátumváltással összefüggő kormányzati koordinációs feladatokhoz kapcsolódó ügyeleti rendszer kialakításáról
- 1119/1999. (XII. 7.) Korm. határozat a Magyarország 2000 tanácskozásról és kapcsolódó rendezvényekről
- 1120/1999. (XII. 7.) Korm. határozat az európai integrációval összefüggő kormányzati feladatok felelősségi és koordinálási rendjéről szóló 1003/1994. (X. 7.) Korm. határozat módosításáról
- 1121/1999. (XII. 7.) Korm. határozat a Munkavédelmi Kutatási Közalapítvány alapító okiratának módosításáról
- 1122/1999. (XII. 8.) Korm. határozat az Országos Közbiztonsági és Bűnmegelőzési Közalapítvány Alapító Okiratának módosításáról
- 1123/1999. (XII. 13.) Korm. határozat a köztisztviselők jogállásáról szóló 1992. évi XXIII. törvény hatálya alá tartozó szervek jegyzékéről szóló 1034/1992. (VII. 1.) Korm. határozat kiegészítéséről
- 1124/1999. (XII. 13.) Korm. határozat a Magyar Állam Tulajdonában és az Országos Reumatológiai és Fizioterápiás Intézet vagyonkezelésében lévő korábbi irgalmasrendi tulajdon visszaadásáról
- 1125/1999. (XII. 13.) Korm. határozat az Állami Privatizációs és Vagyonkezelő Részvénytársaság Szervezeti és Működési Szabályzatának jóváhagyásáról
- 1126/1999. (XII. 16.) Korm. határozat Az Országos Egészségbiztosítási Pénztár főigazgatójának felmentéséről
- 1127/1999. (XII. 16.) Korm. határozat a budavári Szent György térnek és a Várbazárnak a Millennium méltó megünnepléséhez kapcsolódó helyreállítási programjáról
- 1128/1999. (XII. 16.) Korm. határozat az 1956-os Magyar Forradalom Történetének Dokumentációs és Kutatóintézete Közalapítvány Alapító Okiratának módosításáról
- 1129/1999. (XII. 17.) Korm. határozat a Nemzetközi Pető András Közalapítvány Alapító Okiratának módosításáról
- 1130/1999. (XII. 21.) Korm. határozat a Millenniumi Kiállítás és Rendezvényközpont létrehozásával kapcsolatos feladatokról
- 1131/1999. (XII. 21.) Korm. határozat a Magyarországi Cigányokért Közalapítvány Alapító Okiratának módosításáról
- 1132/1999. (XII. 21.) Korm. határozat az Európai Összehasonlító Kisebbségkutatások Közalapítvány megszüntetéséről
- 1133/1999. (XII. 25.) Korm. határozat A gazdasági kamarákról szóló új törvénnyel összefüggő feladatokról
- 1134/1999. (XII. 25.) Korm. határozat a munka-felügyeleti rendszer egységes irányításáról
- 1135/1999. (XII. 26.) Korm. határozat a Budapesti Intermodiális Logisztikai Központ (BILK) részleges finanszírozásáról szóló kölcsönegyezmény elfogadásáról és megkötéséről
- 1136/1999. (XII. 26.) Korm. határozat a köztisztviselők jogállásáról szóló 1992. évi XXIII. törvény hatálya alá tartozó szervek jegyzékéről szóló 1034/1992. (VII. 1.) Korm. határozat módosításáról
- 1137/1999. (XII. 26.) Korm. határozat a forint valutakosárral szembeni árfolyamszintje 2000. évre megállapított havi leértékelési mértékéről
- 1139/1999. (XII. 26.) Korm. határozat a Közbeszerzések Tanácsa egyes tagjainak lemondásáról és új tagok kijelöléséről
- 1140/1999. (XII. 26.) Korm. határozat a Helyreállítási és Újjáépítési Tárcaközi Bizottság és a megyei bizottságok megszüntetéséről
- 1141/1999. (XII. 26.) Korm. határozat az új Nemzeti Színház pontos helyszínének kijelöléséről
- 1142/1999. (XII. 30.) Korm. határozat a szarvasmarha ágazat fejlesztéséhez nyújtott hitelek állami kezességvállalásáról
- 1143/1999. (XII. 30.) Korm. határozat a központosított közbeszerzések elrendeléséről és az ezzel kapcsolatos egyéb rendelkezésekről
- 1145/1999. (XII. 30.) Korm. határozat' a regionális idegenforgalmi bizottságok titkárságainak megszüntetéséről
- 1146/1999. (XII. 30.) Korm. határozat a minisztériumokban kinevezhető helyettes államtitkárok számáról szóló 1138/1998. (X. 30.) Korm. határozat módosításáról